# Ford Laser
El Ford Laser es un automóvil compacto vendido por Ford en Asia, Oceanía y partes de América del Sur y África. En general ha estado disponible como un sedán o "hatchback", aunque las versiones descapotables, familiares o comerciales ("wagon") y camionetas o "pick-ups", también han estado disponibles en los diferentes mercados. Las versiones sedán y "station wagon" fueron etiquetadas durante un corto espacio de tiempo como Ford Meteor en Australia entre 1981 y 1987.
El Ford Laser era una versión rediseñada de los modelos 323 producidos por Mazda en Japón a partir de 1980. Ford había adquirido una participación del 25% en Mazda en 1979.

## Primera generación (KA, KB; 1981-1985)

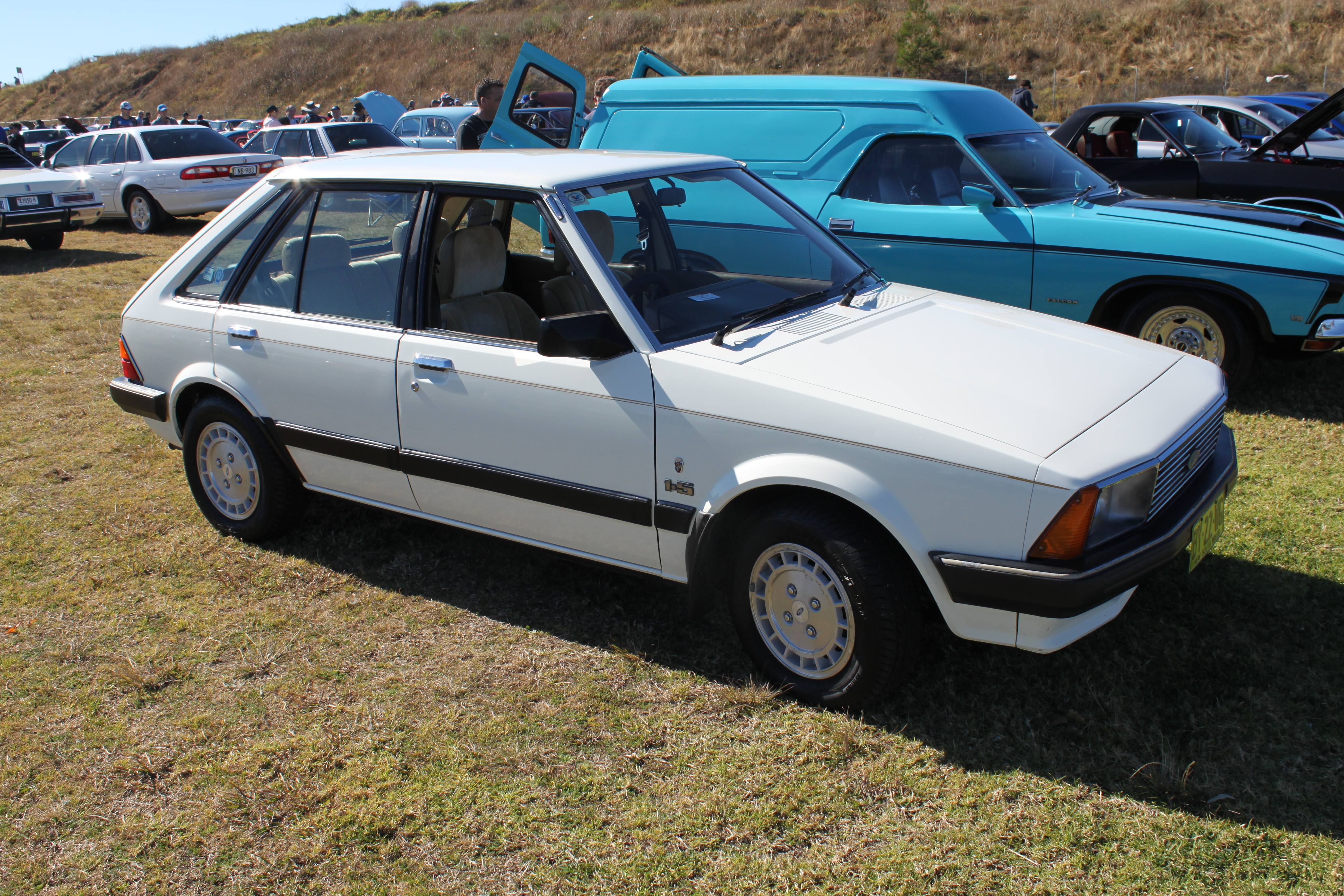
Ford Laser (KA) Ghia

El Laser KA (modelo australiano), construido bajo licencia de Mazda, se introdujo en marzo de 1981. La gama estaba disponible como un "hatchback", en ambas variedades de tres y cinco puertas, así como un sedán de cuatro puertas, el Ford Meteor. Originalmente se vende únicamente con el motor de 1.3 litros, el motor de 1.1 litros más pequeño no estaba disponible en Australia. Más tarde, se agregaron las versiones de 1,5 litros, con el tiempo, incluso se introdujo una versión turbo. En enero de 1983, se sometió a una cirugía estética al Ford Laser para convertirse en el KB. Se hicieron cambios de luz en la parte trasera, mientras que el frente fue rediseñado en un estilo más moderno, alineándola con la mirada corporativa de Ford de la época.
En Japón esto se conoce como el Laser "BE", que era idéntica a la serie australiana KB. El código del modelo BE se refiere al código de modelo BD utilizado para la correspondiente 323 de Mazda. Los primeros Laser salieron a la venta en Japón a finales de 1982. Full-injection y un modelo turboalimentado de 115 CV se añadieron en julio de 1983; estas variantes no fueron ofrecidos a la venta fuera de Japón.

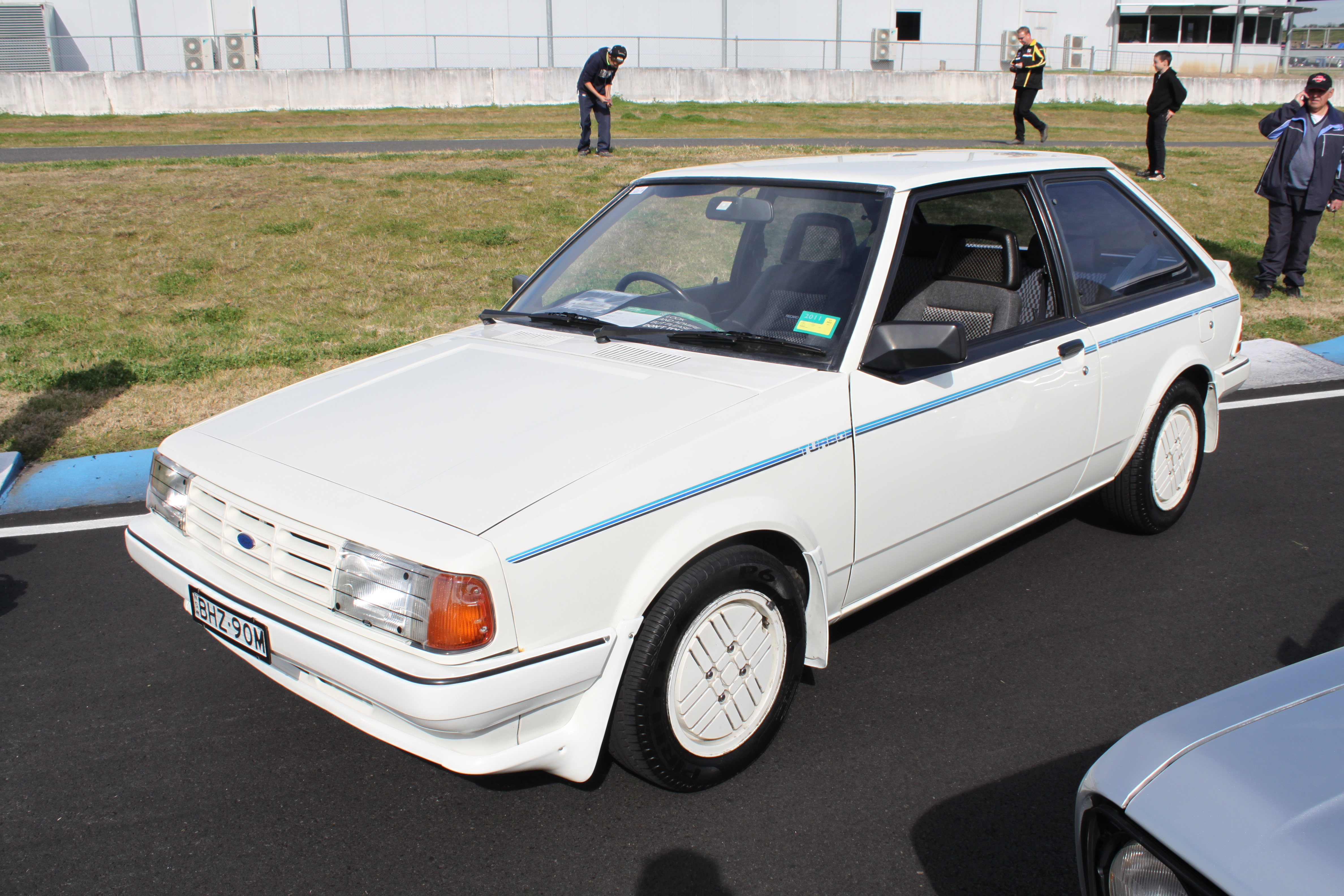
Ford Laser (KB) Turbo

Aparte de que se estuvo construyendo en Australia y Japón, algunos Laser también se fabricaron en Nueva Zelanda. En Nueva Zelanda, el Laser se vendió tanto como un hatchback y sedán, el nombre de Meteor no se utiliza en ese mercado, y más tarde fue montado junto al Mazda 323 en las ensambladoras de vehículos de Nueva Zelanda (VANZ) planta en Wiri, Auckland en un empresa conjunta entre Ford y Mazda Nueva Zelanda. Hatchbacks Laser Nueva Zelanda estaban disponibles con el 1.1-litros (Ritz), 1.3 litros (GL) y 1.5 litros (Deportivo) motores, mientras que el sedán Laser (L, Ghia) no estaba disponible con el 1.1-litros del motor.

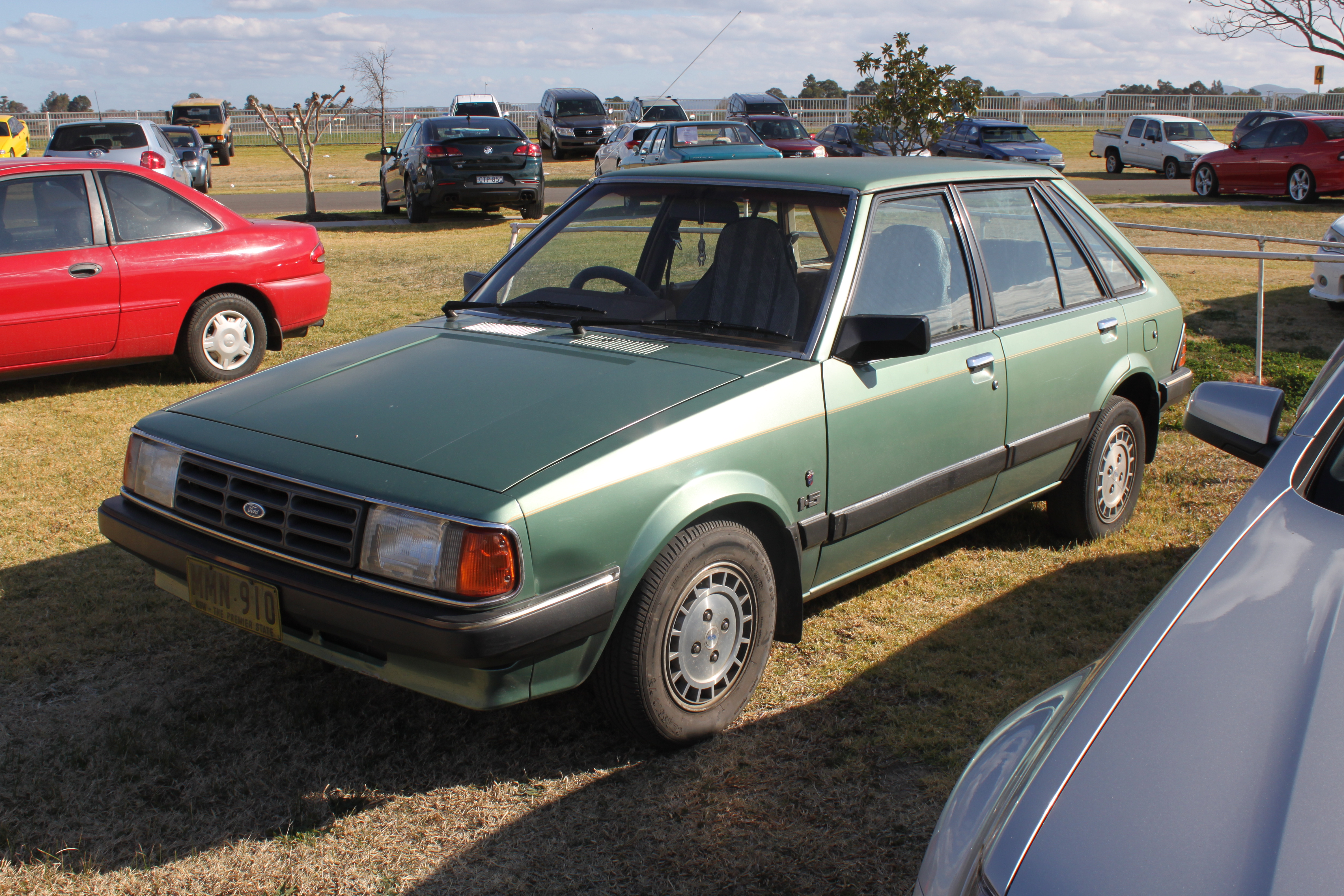
Ford Laser KB Ghia

El Laser también se montó en algunos países de América Latina, como en Colombia y Venezuela, además se comercializó en Argentina. En México, el Laser de primera generación tenía una interfaz similar a la de América del Norte Mazda GLC. También se vende en los mercados con volante a la derecha en el Caribe como Jamaica y Trinidad y Tobago, así como las Bermudas.
El Ford Laser también se produjo en Malasia e Indonesia (con el volante a la derecha) y en el volante a la izquierda para los mercados como Taiwán y Filipinas. En Taiwán, (donde fue montado por empresa conjunta local de Ford Lio Ho).
El Laser también se montó en Zimbabue en 1981, el primer modelo Ford que se comercializó en el país por cuarenta años, por causa de la imposición de sanciones sobre Rodesia después de la Declaración Unilateral de Independencia. Se produjo en la fábrica Willowvale Motor Industries en Harare, junto al Mazda 323.

## Segunda generación (KC, KE; 1985-1989)

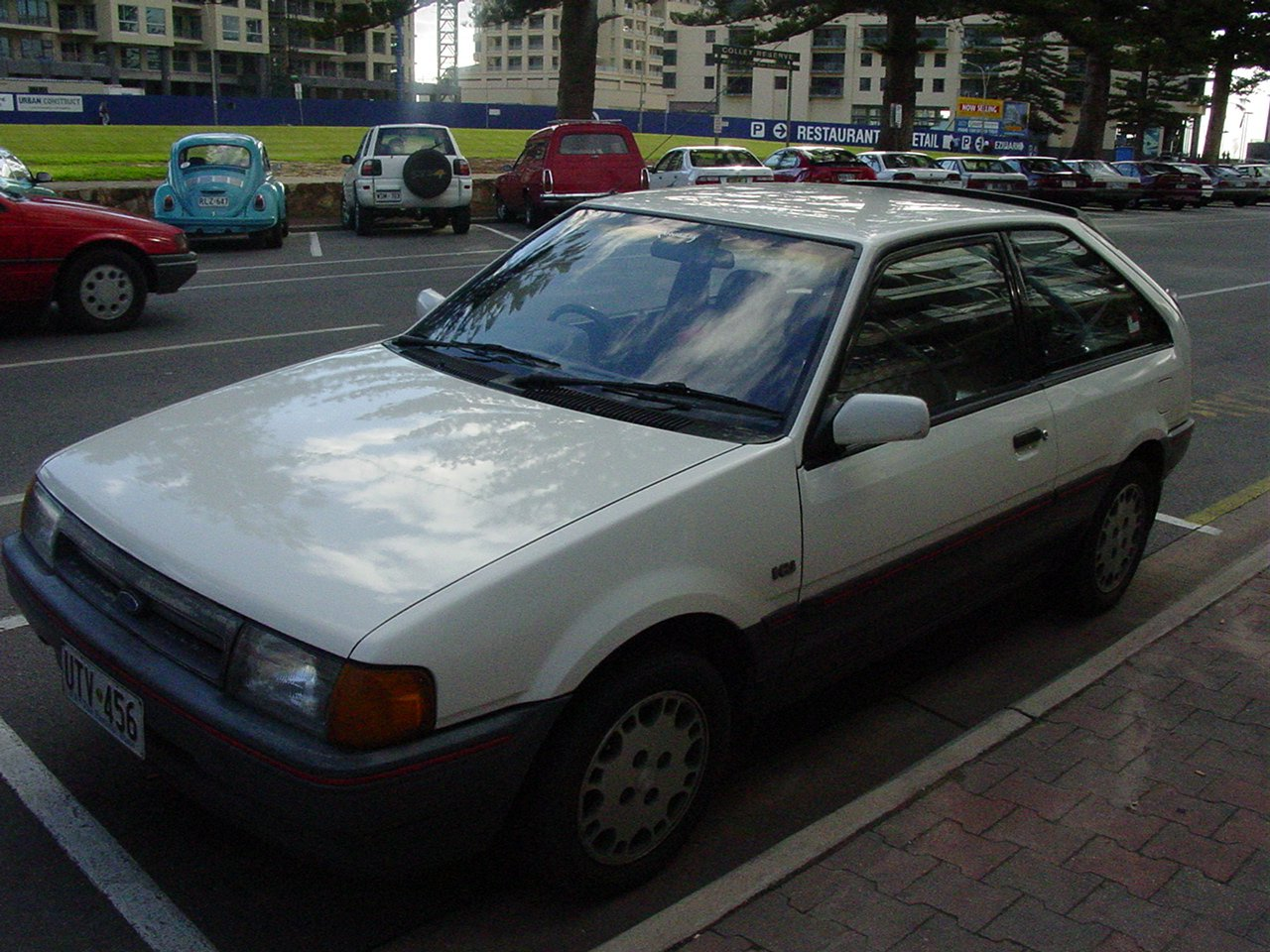
1985-1987 Ford Laser (KC)

En 1985 se vio la llegada de la serie BF Laser en Japón (KC / KE en Australia). Este fue el primer gran rediseño del Ford Laser. Por primera vez una versión diésel se ofrece en Japón, así como una variante descapotable de dos puertas, de 16 válvulas versión Sport DOHC, y un modelo potente turbo de 140 CV DOHC con transmisión 4WD a tiempo completo (idéntica a la Mazda contemporánea Familia IAMC). Esto sumado a una línea de productos japonesa, que más tarde fue racionalizado en 1987 con una actualización del modelo de la mediana edad (serie KE en otros mercados). Esta actualización se redujo motores de la serie E, en favor de todos los nuevos equivalentes serie B, y se hicieron cambios menores al diseño exterior y acabados interiores.

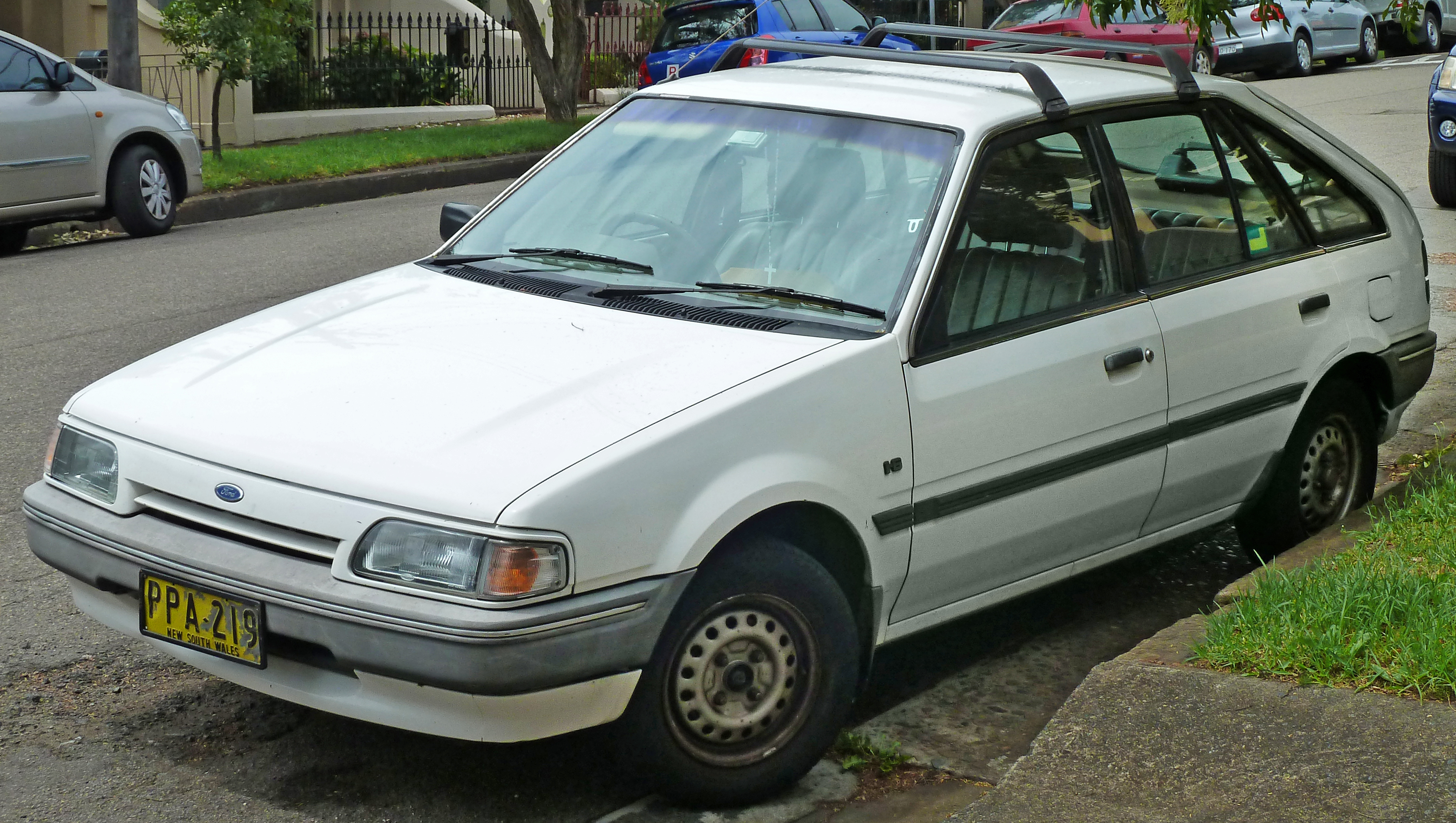
1987-1990 Ford Laser (KE)

Para Australia, el automóvil era conocido como el Laser KC y GC Meteor. Todos los estilos de carrocería fueron prorrogados, con la adición de una camioneta (badged como "Meteor", al igual que el sedán) desde 1986. Una nueva variante "TX3", que estaba en la parte superior de los modelos de "Laser" en el nivel de especificación y designado "KC2", reemplazado el "Sport" variante de la serie KB. A diferencia del Deportivo, el TX3 solo estaba disponible como una de tres puertas (el TX3 taiwanés estaba disponible en una versión de cinco puertas solamente). Las y los modelos "L" "GL" ya no está disponible eran como tres puertas. Un cambio notable fue la introducción de motores capaces de funcionar con 91 octanos de gasolina sin plomo (esto se hizo obligatorio en Australia a partir de 1986). El motor E5 1.5 litros SOHC carburettored que era opcional en GL y de serie en Ghia en la serie KB se reemplazó con el nuevo B6 1.6 litros I4 SOHC. Por primera vez, la inyección electrónica de combustible estaba disponible como opción en los modelos Ghia y era estándar en los modelos TX3. Los compradores que ordenaron transmisión automática con este motor recibieron una unidad de cuatro velocidades con control electrónico, que era bastante avanzado para un automóvil pequeño en 1985. El B3 I4 SOHC motor de 1.3 litros era de serie en el "L" (solo hatchback, el carro tenía un motor de 1,6 litros). El motor de 1.6 litros era de serie en GL, Ghia y TX3, aunque algunos modelos GL primeros estaban equipados con un SOHC carburettored 1,5 litros.

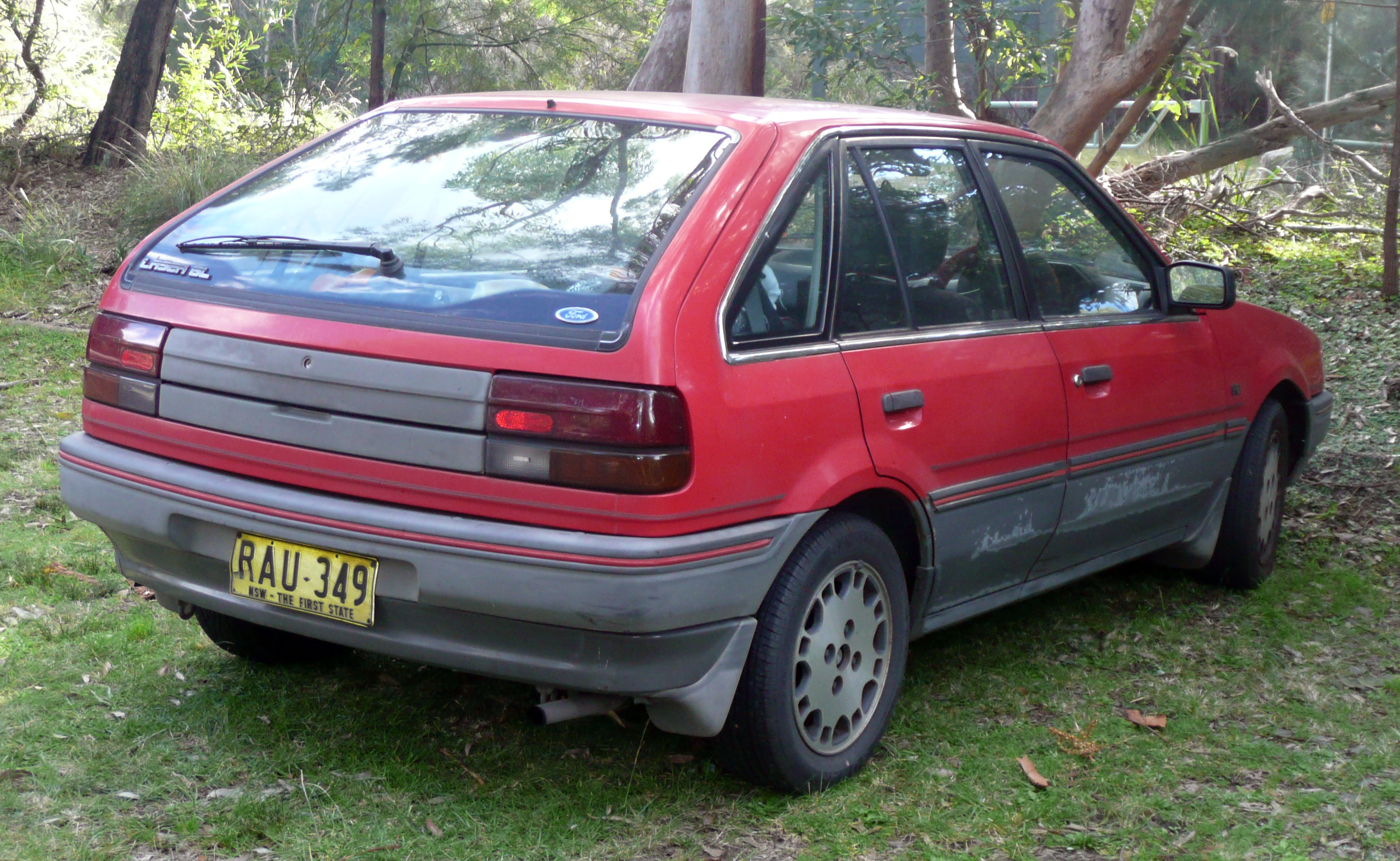
1989 Ford (KE) GL Redline

El Ford Laser se introdujo en Sudáfrica en 1986, como un hatchback, con la versión sedán que se vende como el Meteor. Sustitución del Ford Escort, fue producido junto con el Mazda 323 por Samcor. Además del carb 1.3 L, 1.6 L, y 1.6 motores L EFI modelos sudafricanas del Laser y Meteor también ganó el motor de 16 válvulas Mazda FE-DOHC EFi con 146 caballos de fuerza (109 kW; 148 PS) y 136 libras · pie (184 Nm) de 1991 a 1993. El KC / KE Laser y Meteor permanecieron en la producción en Sudáfrica hasta 1995, cuando el Escort fue reintroducido. Sin embargo, Ford introdujo un modelo de nivel de entrada llamado Tonic, una versión rebadged de la serie BF de fabricación local Mazda 323 Hatchback, que se vendió hasta el año 2003.
El wagon KC / KE Laser también se vendió en Nueva Zelanda, junto con su Mazda 323 equivalente, hasta que Ford cerró la fábrica de Nueva Zelanda en Wiri, Auckland en 1996.

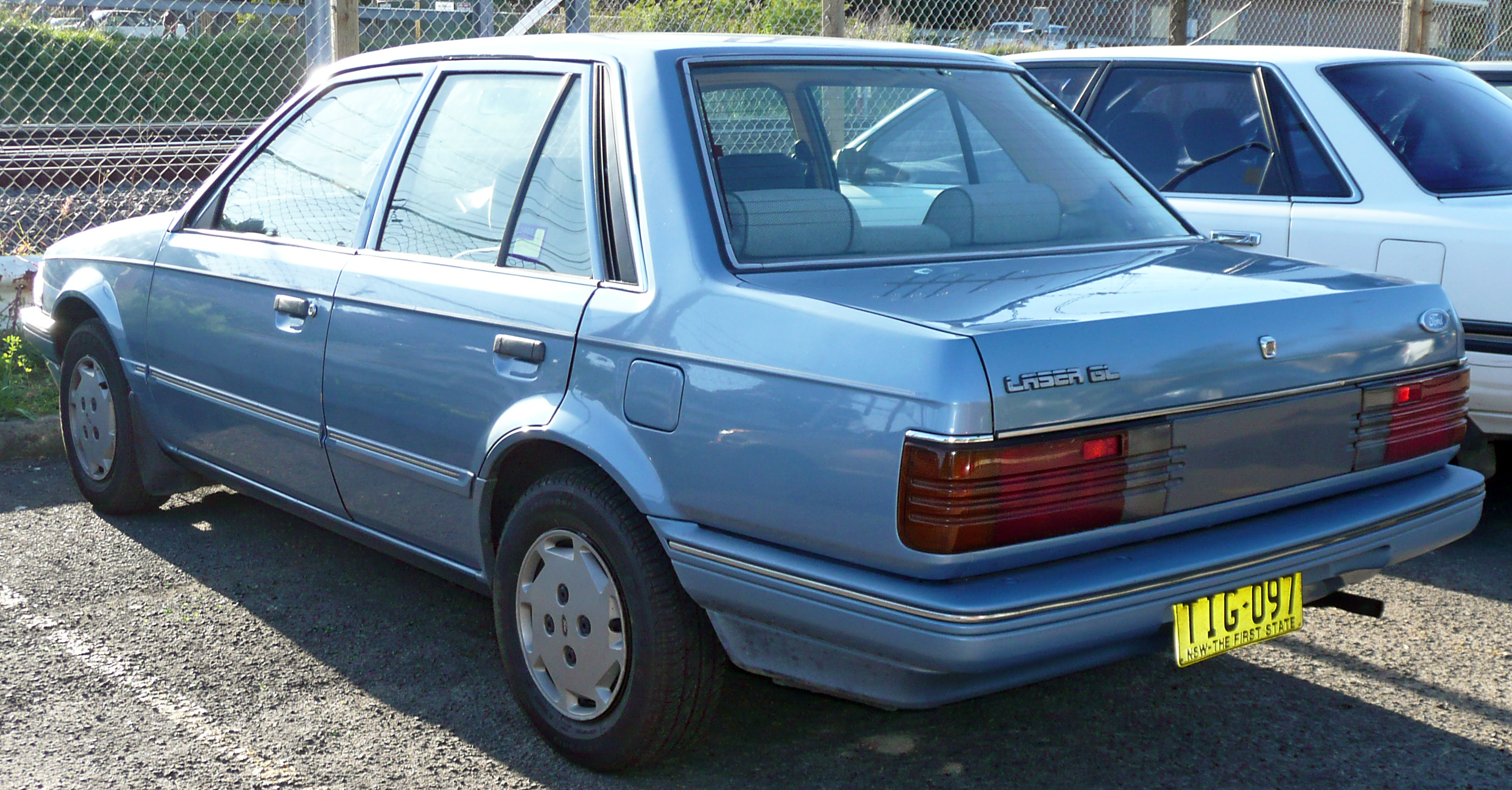
1987-1990 Ford Laser (KE) GL sedan

En octubre de 1987, Ford introdujo un lavado de cara de la serie KC, la KE. Hubo una serie de cambios notables con la introducción de la economía del combustible. El nombre de "Meteor" fue eliminado de los sedán y wagon, lo que significa que ahora estaban badged como "Laser", al igual que las variantes hatchback. El TX3 también era ahora disponible con un motor turboalimentado y en todas las ruedas (AWD) como opciones. El Turbo TX3 con AWD es ahora muy rara y muy buscado. El AWD fue totalmente importado de Japón, mientras que todos los demás modelos de la gama Laser fueron fabricados localmente en el suburbio de Sídney de Homebush.
El KE es fácil de distinguir del KC antes, por diferentes rejillas, faros, luces traseras, molduras laterales, capó, guarbarros delanteros. El tablero de instrumentos recibió nuevos gráficos, y el interior estaba disponible en ligeramente diferentes tonos de color en el KC. A mediados de 1989, en preparación para un nuevo ADR (Regla de diseño de Australia) para entrar en vigor en 1990, todos los modelos fueron equipados con una luz de frenado trasera alta montada de serie. Cuando el KF Laser rediseñado se introdujo en marzo de 1990, el carro siguió en una única especificación GL, con actualizaciones menores hasta 1994, cuando la producción australiana del Laser cesó.

## Tercera generación (KF, KH 1989-1994)

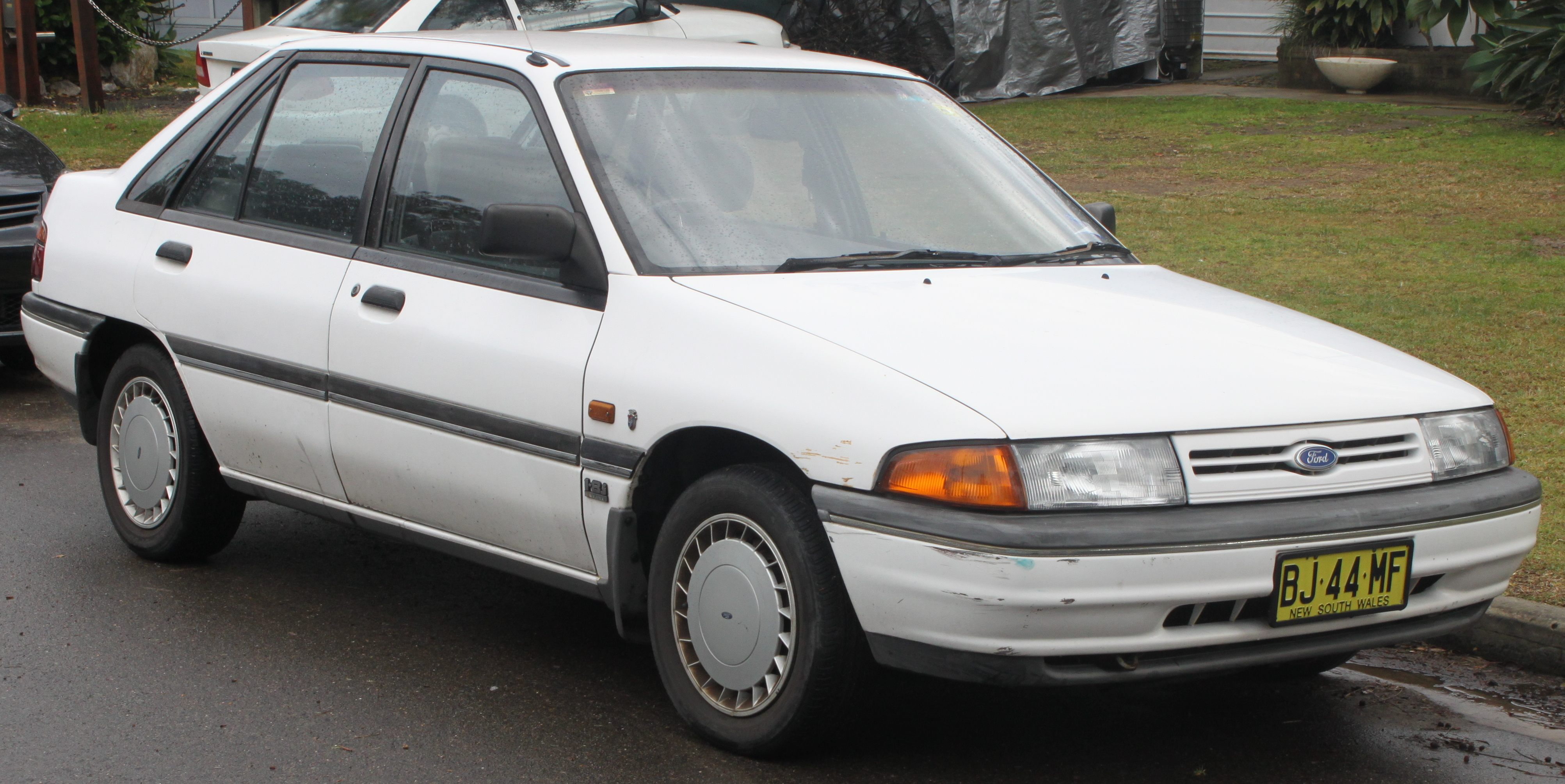
1990 Ford Laser (KF) Ghia

La serie BG tercera generación de 1989 a 1994, conocido como el KF y KH en Australia pasó a ser el Laser más popular vendido en Japón, con el nuevo "coupé" (Liftback) cuya versión fue un éxito inmediato. Una vez más, un modelo turbo DOHC con 4WD a tiempo completo se ofrece junto con el compañero del Mazda Familia GT-X, ya que produce 180 CV (132 kW; 178 CV) a partir de un mayor desplazamiento de 1,8 litros.

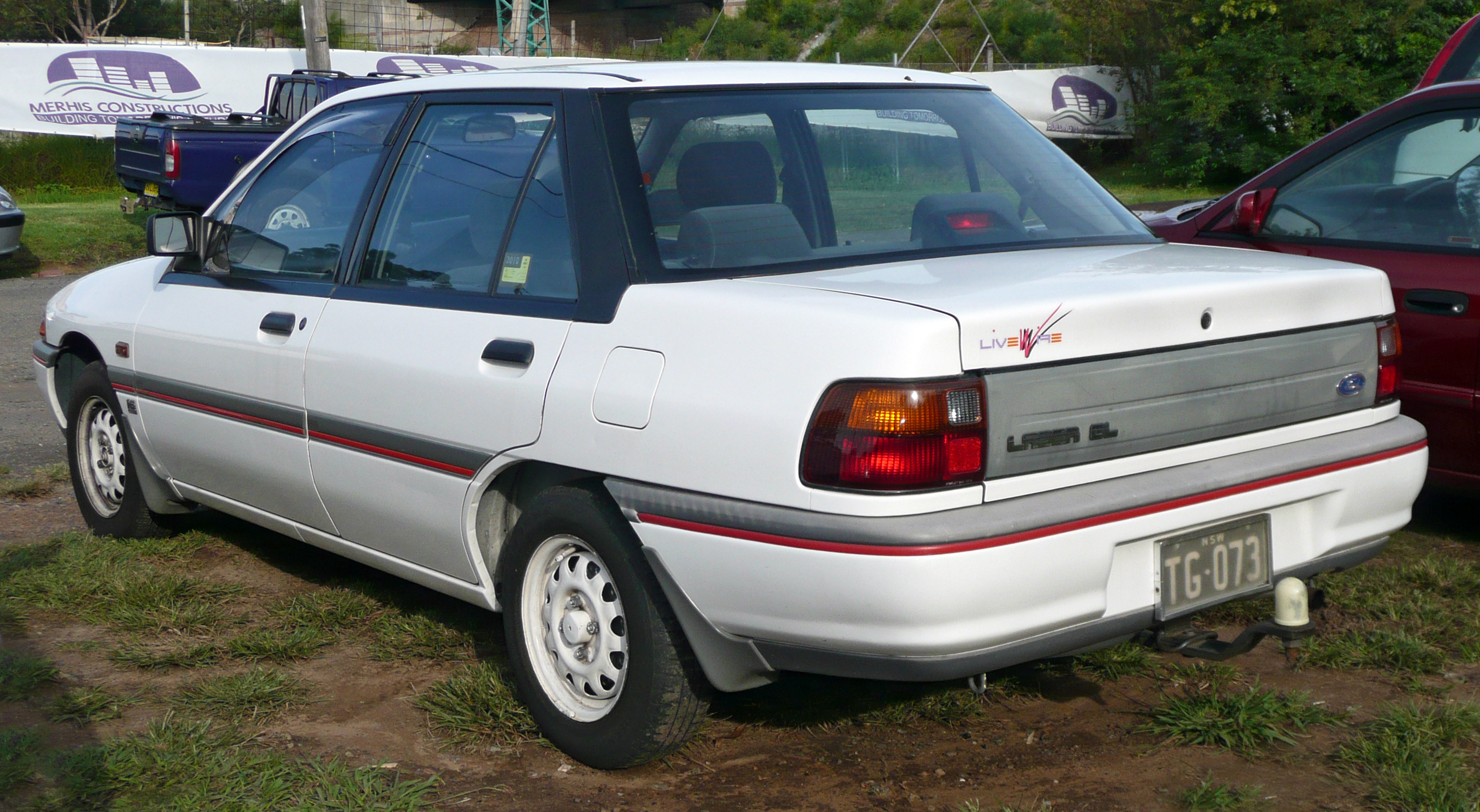
1991 Ford Laser (KF) GL

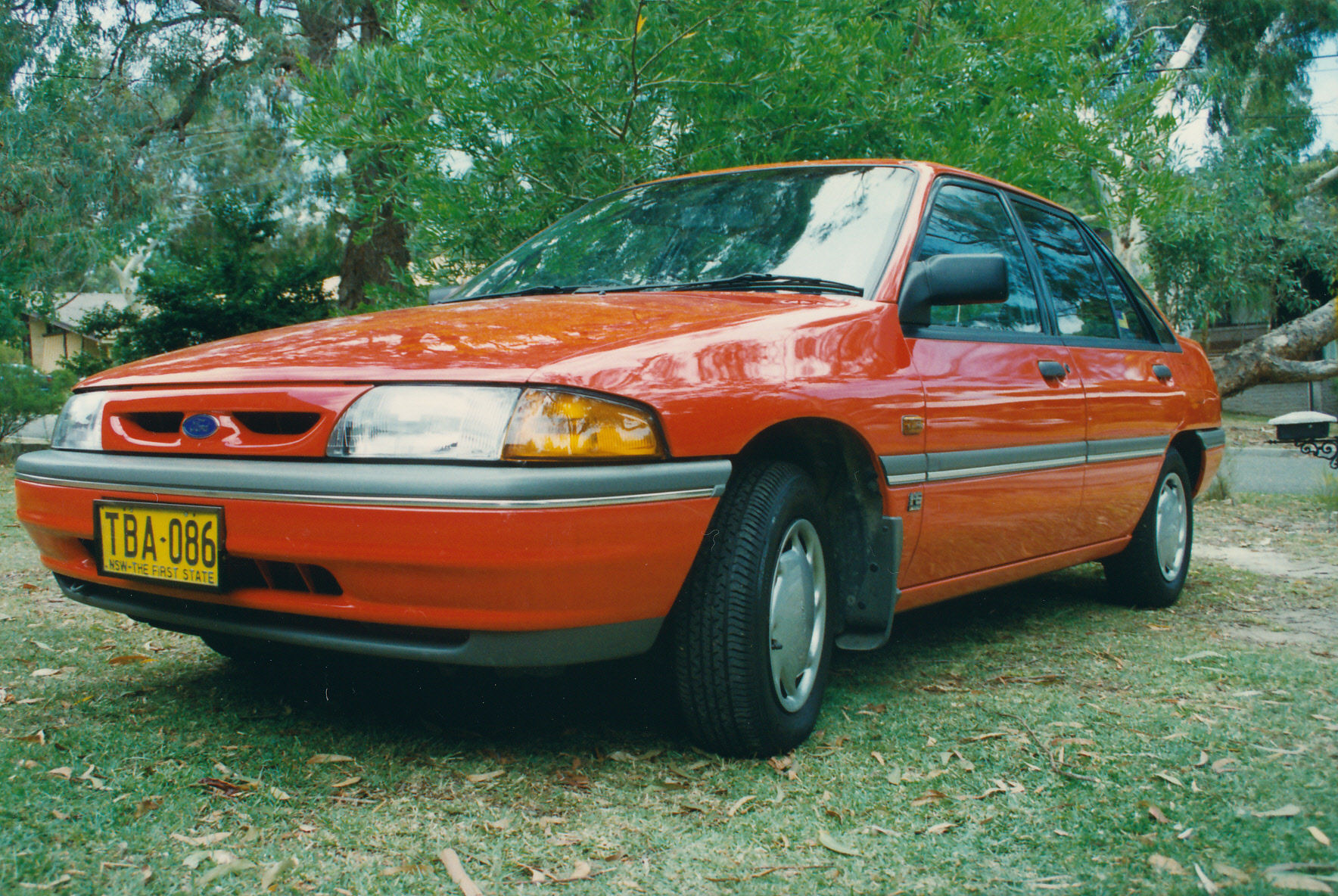
1992 Ford Laser (KH) GL

En Australia este modelo fue lanzado en 1990 como la serie KF, actualizada en 1991 con el lavado de cara KH. La producción local del Laser en Australia cesó en 1994 cuando Ford cerró su planta en Homebush en Sídney, y se importa el nuevo modelo KJ de Japón; sin embargo, continuó en la producción en la fábrica Wiri, Auckland de Ford en Nueva Zelanda hasta el final de 1996, cuando la fábrica cerró. La producción extendida KH Laser en Nueva Zelanda fue vendido solo en forma de hatchback de cinco puertas, ya sea como el Encore Laser o Laser Esprit, como una alternativa más barata a la más reciente KJ Laser importados de Japón. El Encore era el más barato de los dos, solo disponible con una transmisión manual de cinco velocidades, mientras que el Esprit fue ligeramente mayor en especificación y estaba disponible tanto con el de cinco velocidades y una automática de cuatro velocidades. Ambos muestran pinstriping rojo alrededor del cuerpo y muchos recibieron ajuste tales como llantas de aleación.
Esta generación de Laser también se vendió en Chipre y Malta. Fue la base de los modelos Escort posteriores que se vendendieron en América del Norte desde 1990 para el año modelo 1991, no debe confundirse con el modelo del mismo nombre que se vende en Europa. El nombre Escort fue retenido para el nuevo modelo, debido a la vez fuerte valor de marca en el nombre Escort y Chrysler ya había utilizado el nombre del Laser para el Laser Plymouth. El carro Escort visto en América del Norte durante esta generación era único a ese continente.

## Cuarta generación (KJ, KL, KM; 1994-1998)

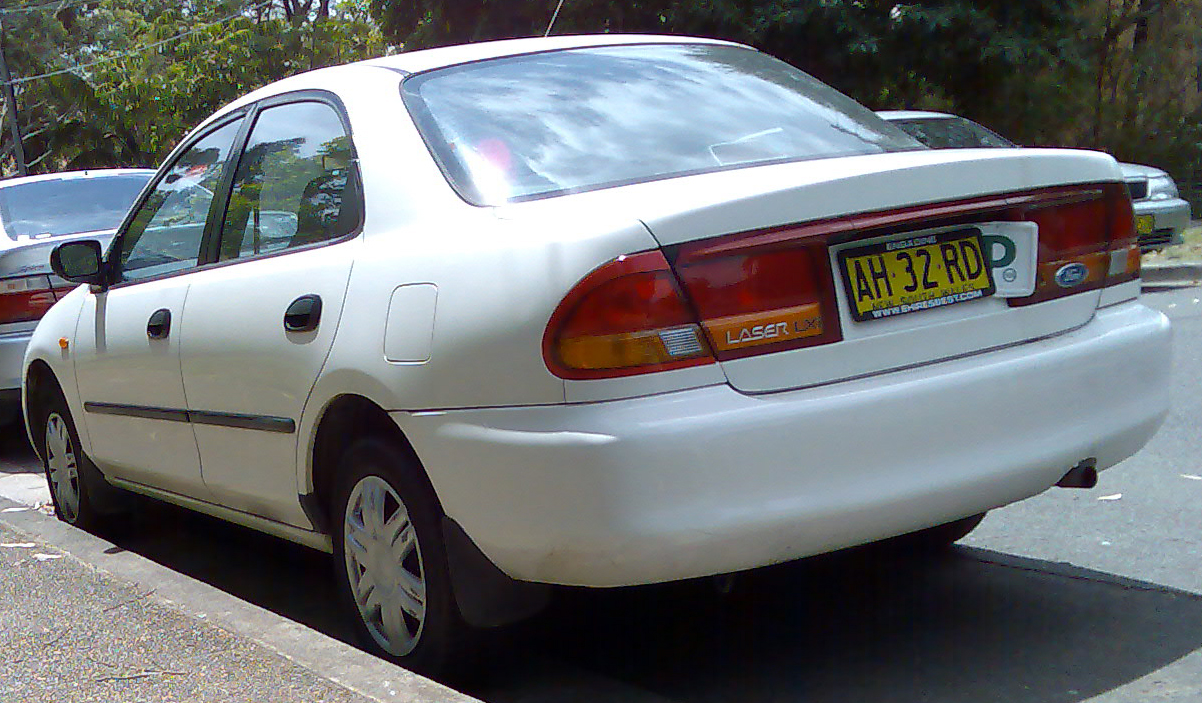
1994-1996 Ford Laser (KJ) LXi

El modelo de cuarta generación se conoce como la serie BHA en Japón. Todos los modelos deportivos se interrumpieron con el lanzamiento de este modelo en la estela de las bajas ventas y la rentabilidad financiera como Mazda redujo operaciones y trató de reorganizar el enfoque de mercado. Solo el sedán y hatchback de tres puertas se vendieron en Japón, la escotilla se basa en el Mazda Familia Neo.

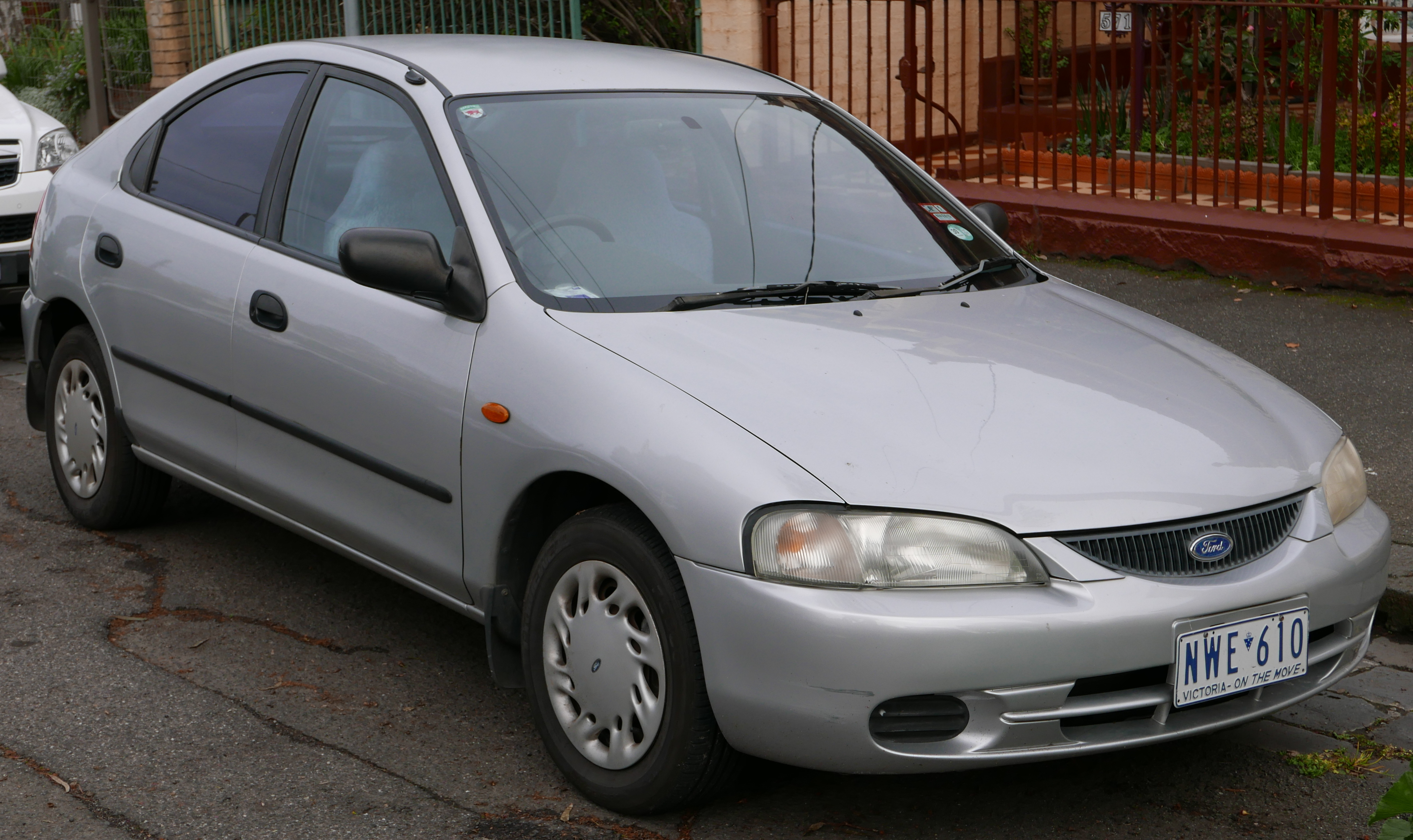
1995 Ford Laser (KJ) Liata

Los japoneses construyeron KJ Laser en Australia representó un cambio importante en el diseño; un aspecto muy diferente del modelo anterior KH. El hatchback de tres puertas era conocido como el lynx Laser y de la de cinco puertas como el Liata Laser. El nuevo KJ Laser se introdujo en 1994 con variantes, estiramientos faciales (KL de 1996 y KM de 1997) y la línea de conducción del motor mejoras continuas hasta el último de la serie KM fueron puestos en venta en 1998. El KJ Laser fue el primer Laser fabricado íntegramente en Japón , tras la decisión de Ford Australia para cerrar su planta de Homebush. Sin embargo, el KJ fue decepcionante en las cifras de ventas, principalmente a causa de la menor Festiva y otros modelos de Corea del Sur más baratos de Hyundai, Kia y Daewoo a la que muchos compradores conservadores acudieron.

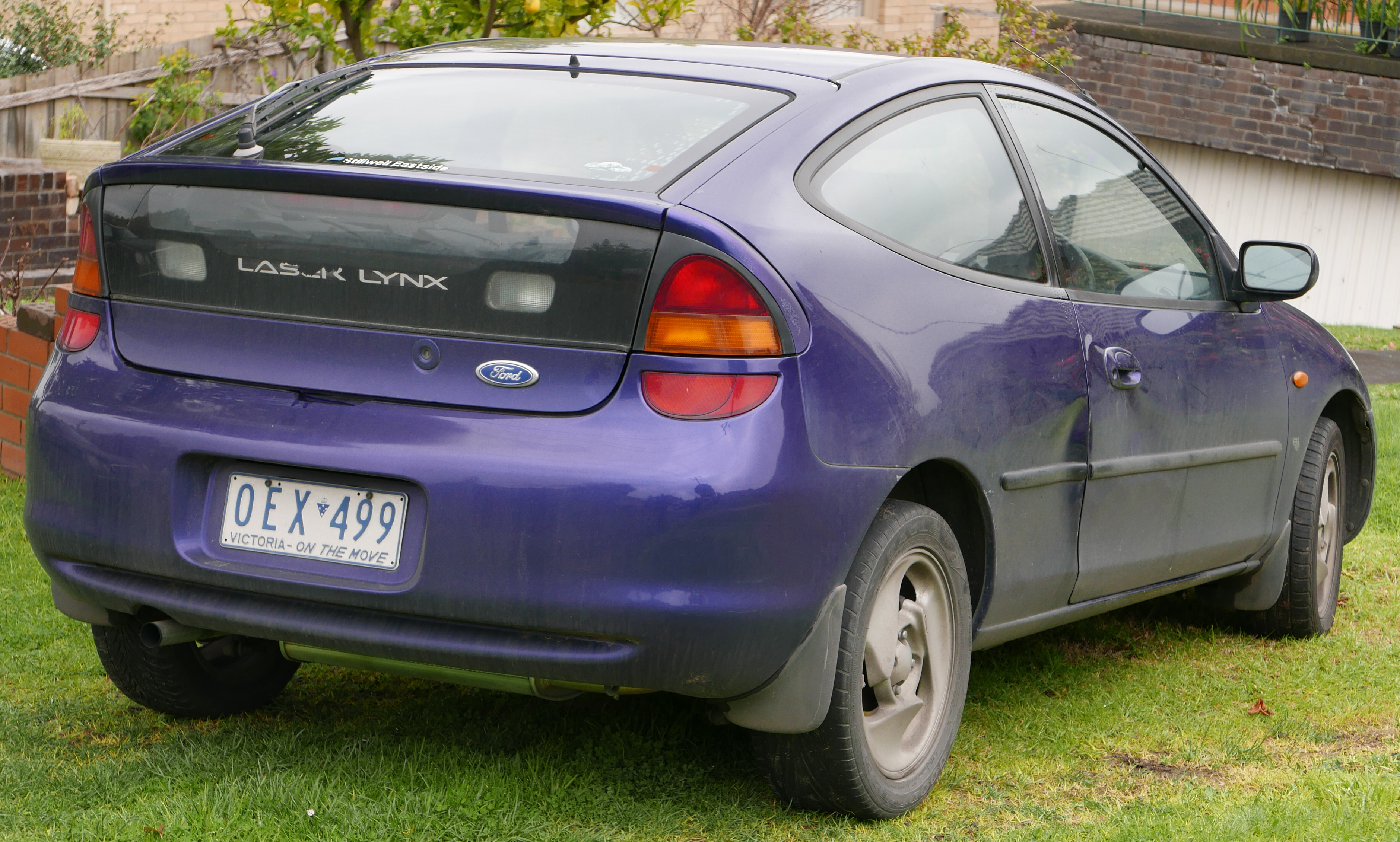
1995 Ford Laser (KJ) Lynx

Con la introducción del Laser KJ en 1994, Ford Nueva Zelanda se encontraba en una posición única, que ofrece tres generaciones diferentes del Laser como nuevos vehículos a la vez a sus concesionarios, el nuevo KJ Laser importados de Japón, la generación previa KH Laser como un hatchback de cinco puertas, y el mayor en forma KE Laser station wagon. Esto continuó hasta 1996 cuando Ford NZ cerró su fábrica Wiri, Auckland.
La segunda actualización KM Laser no se vendió en Nueva Zelanda. El KL Laser, que ha sido sustituido en Australia, continuó a ser vendido junto con el Ford Escort Europea en Nueva Zelanda en 1997, pero se suspendió en destino, en el final del año, el Escort hatchback y sedán reemplazándolo por tan sólo 16 meses, entre enero de 1998 y mayo de 1999, cuando se introdujo el nuevo KN Laser.

## Quinta generación (KN, KQ; 1999-2002)

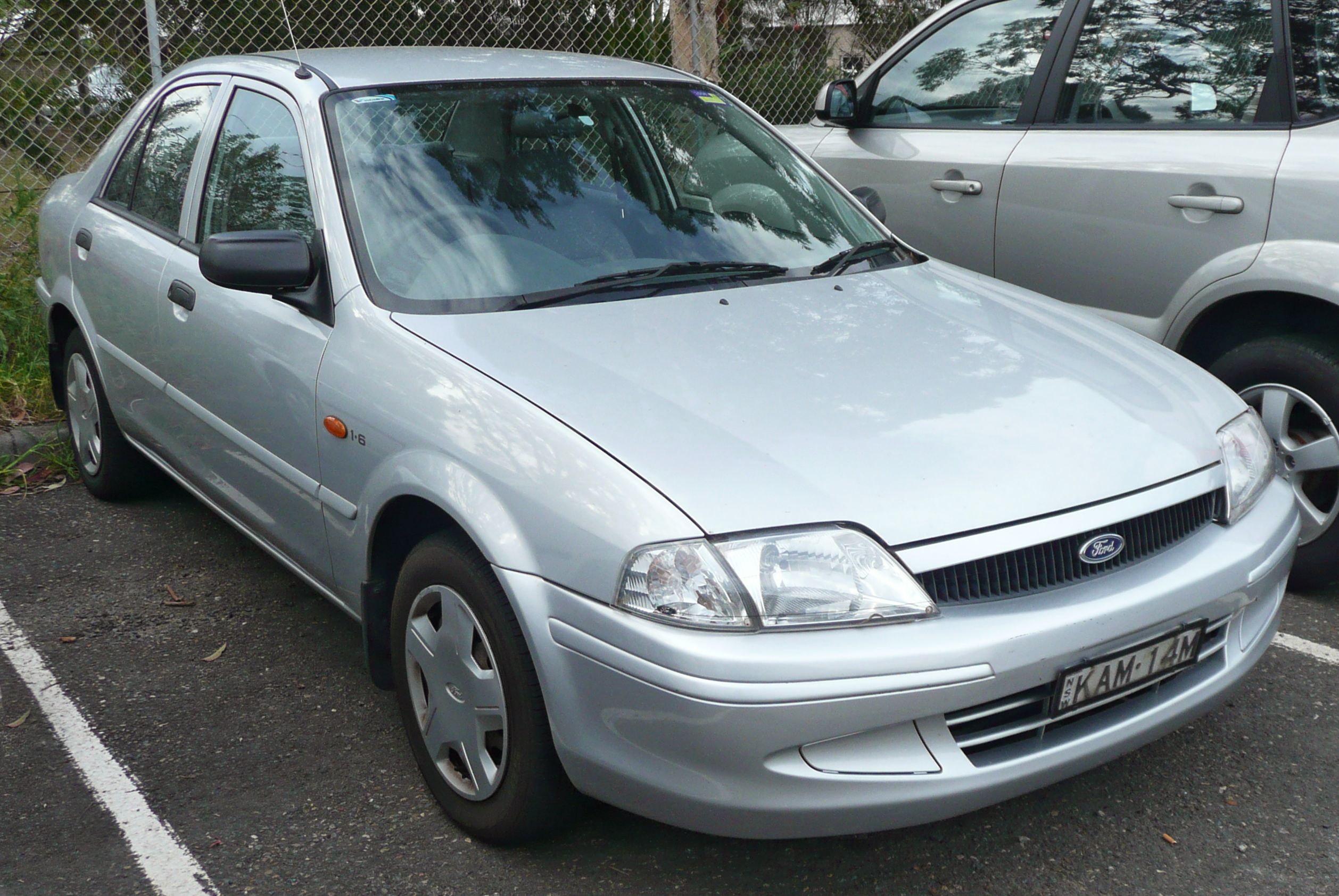
1999-2001 Ford Laser (KN) LXi

Modelos de la serie Quinta generación "BJ" se renombraron "Lidea Laser" en Japón, pero su popularidad decayó aún más que el modelo anterior. Producción japonesa cesó a finales de 2002, para ser reemplazado por el importado Ford Focus, que ya fue vendido allí desde 2000.

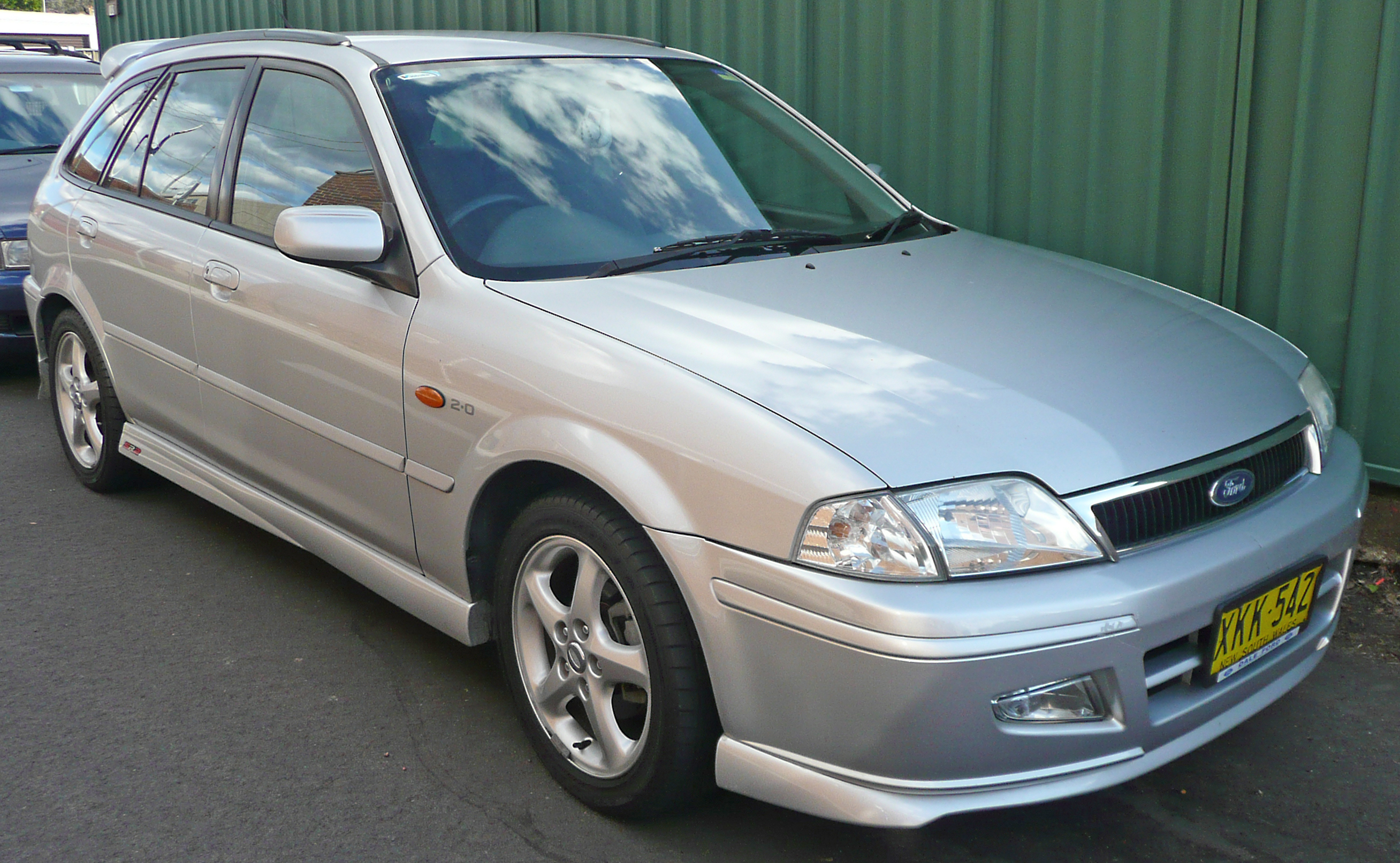
2001-2002 Ford Laser (KQ) SR2

Lanzado en Australia en mayo de 1999, el Laser KN fue la última nueva forma de Laser que se introducirá. La gama de modelos era casi completamente idéntica a la Mazda 323 en que se basa, que fue la primera vez desde que el Laser KE. En febrero de 2001, el KN recibió una cirugía estética de menor importancia y se convirtió en el Laser KQ. La gran novedad con el Laser KQ fue la adición de un motor de 4 cilindros de 2.0 litros para la nueva especificación superior "SR2", que también fue la variante de Laser orientado a los deportes por primera vez en casi cinco años, ya que el lince Laser impopular era interrumpió en 1996. Un nuevo nivel "SR" de ajuste, que se sentó debajo de SR2 también se introdujo en este momento. El KQ puede distinguirse de la KN antes, con una nueva parrilla con moldura cromada, nuevos faros, luces traseras revisadas, diferentes colores exteriores e interiores ligeramente revisadas. En marzo de 2002, debido a la caída de las ventas, Ford hizo un último intento de restaurar la popularidad del Laser a su antigua gloria, con el anuncio de mejoras de menor importancia a la SR2, y ha añadido tres nuevos colores exteriores a la gama, siendo "Goldrush", "La venganza de Red ", y" Electric Blue ". Tres motores estaban disponibles, una de 1.6 litros que se monta en el LXi, un 1.8 litros que se monta en el GLXi y SR, y un 2.0 litros que era exclusivo de la SR2. A pesar de Laser que tiene una buena reputación con los compradores en el mercado, y muchos intentos de Ford para volver a encender el interés en el modelo, que todavía no pudo vender en cantidades razonables. En septiembre de 2002, Ford decidió interrumpir el Laser en Australia, reemplazándolo con el Focus de origen europeo. Sin embargo, el Laser continuó en Nueva Zelanda hasta mediados de 2003, cuando también fue reemplazado por el Focus facelift.

## En Argentina
El Ford Laser se vendió junto a su hermano Mazda en 1981, en un período donde había importaciones abiertas (siendo uno de los pocos mercados donde convivieron con ambas marcas). A diferencia del 323, Ford Motor Argentina lo vendió oficialmente mientras que un importador particular se encargó de comercializar en el país el producto nipón.
A diferencia de otros mercados esta versión venía de Japón pero con similitudes con su versión Australiana. Y se llegó a ofrecer la versión GL de 4 puertas y  tenía un motor de 1,1 litros una potencia de 55 CV a 6.000 revoluciones por minuto; el 1,3 litros de 68 CV a 6.000 revoluciones por minuto y el 1,5 litros de 75 CV a 5.500 revoluciones por minuto y otra versión, del mismo a pesar de que el motor es lo mismo que el 323.
Pese de ser un vehículo importado oficialmente llegaron muchas unidades junto con el Ford Granada pero en 1982 se vio interrumpida la importación del modelo debido al conflicto de la guerra de las Malvinas causando la dificultad para conseguir repuestos. 
En 1985 cuando mazda volvió al país trajeron varios repuestos del modelo. 
Hoy en día no es un vehículo muy visto por las calles debido a no tener éxito a pesar de que en sus tiempos se hayan lanzado anuncios de TV del modelo aunque se puede encontrar algunos pero no en condiciones buenas.

## En Colombia
En Colombia el Ford Laser fue otro de los mercados donde convivió con el Mazda 323 pero con ligeros retoques por ejemplo el Mazda Allegro (un 323 de novena generación) en la puerta del baúl era recto mientas que el Laser era curvo hacia dentro y la parrilla delantera además fueron vendidos oficialmente por ambas marcas

## Galería

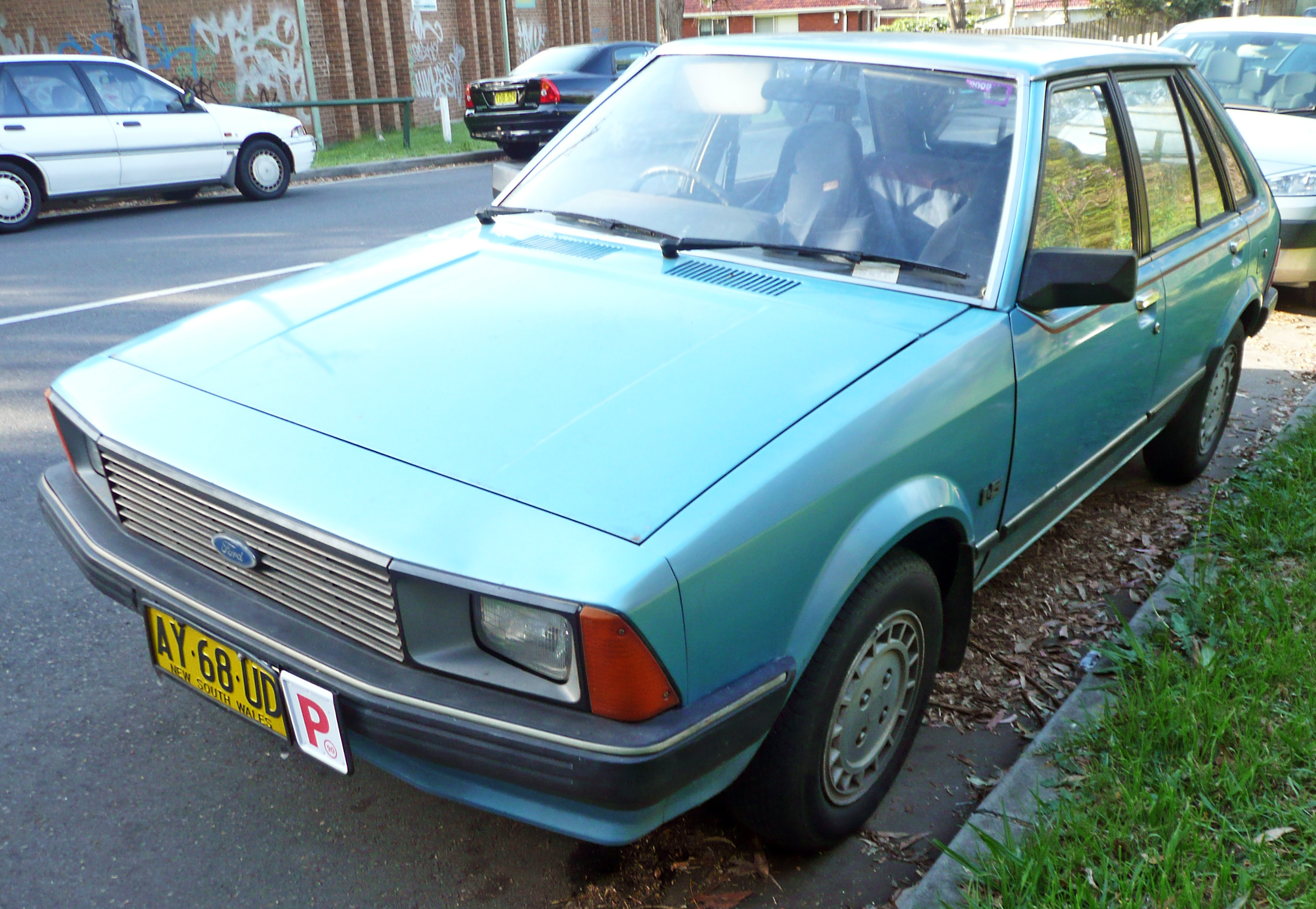
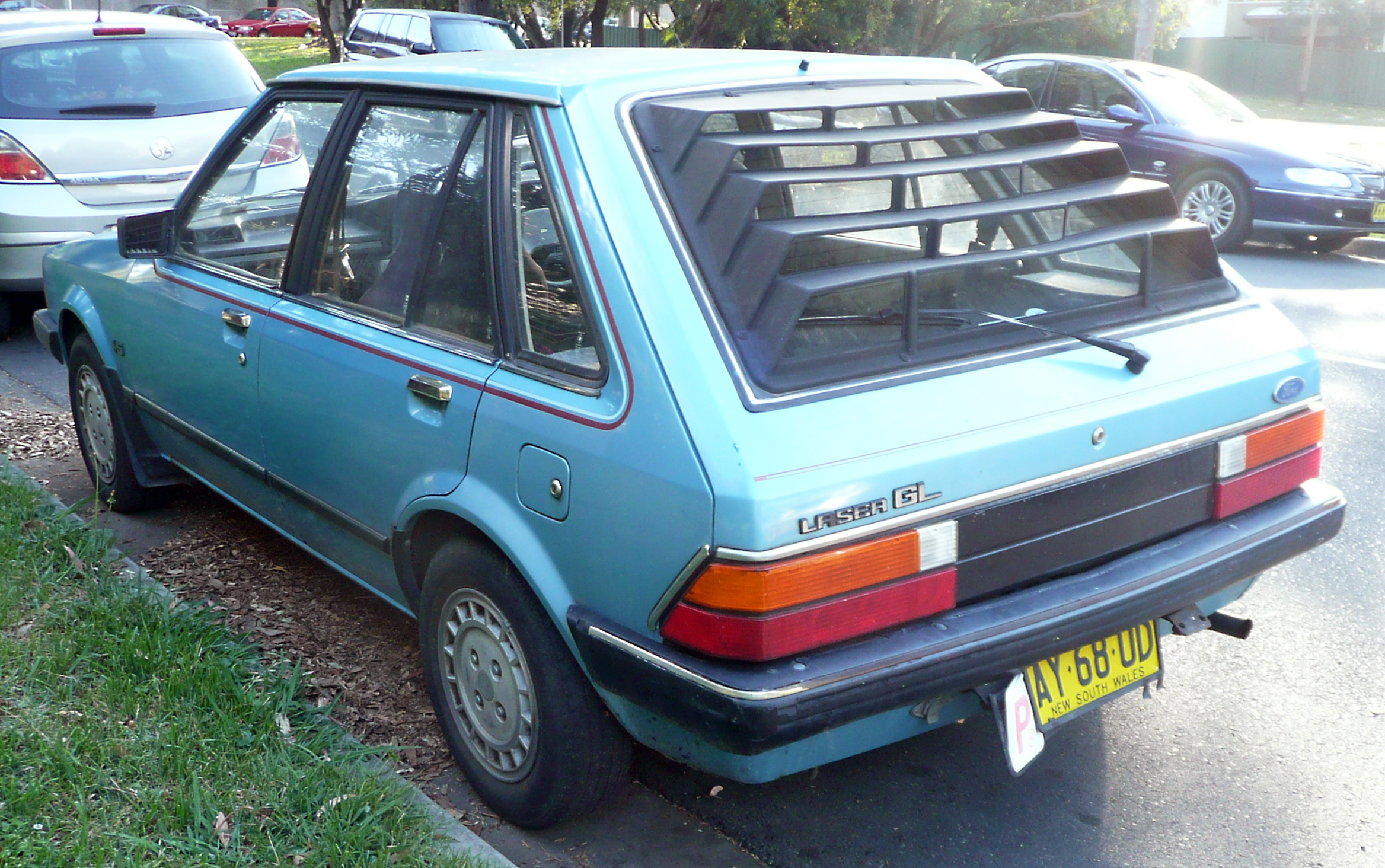

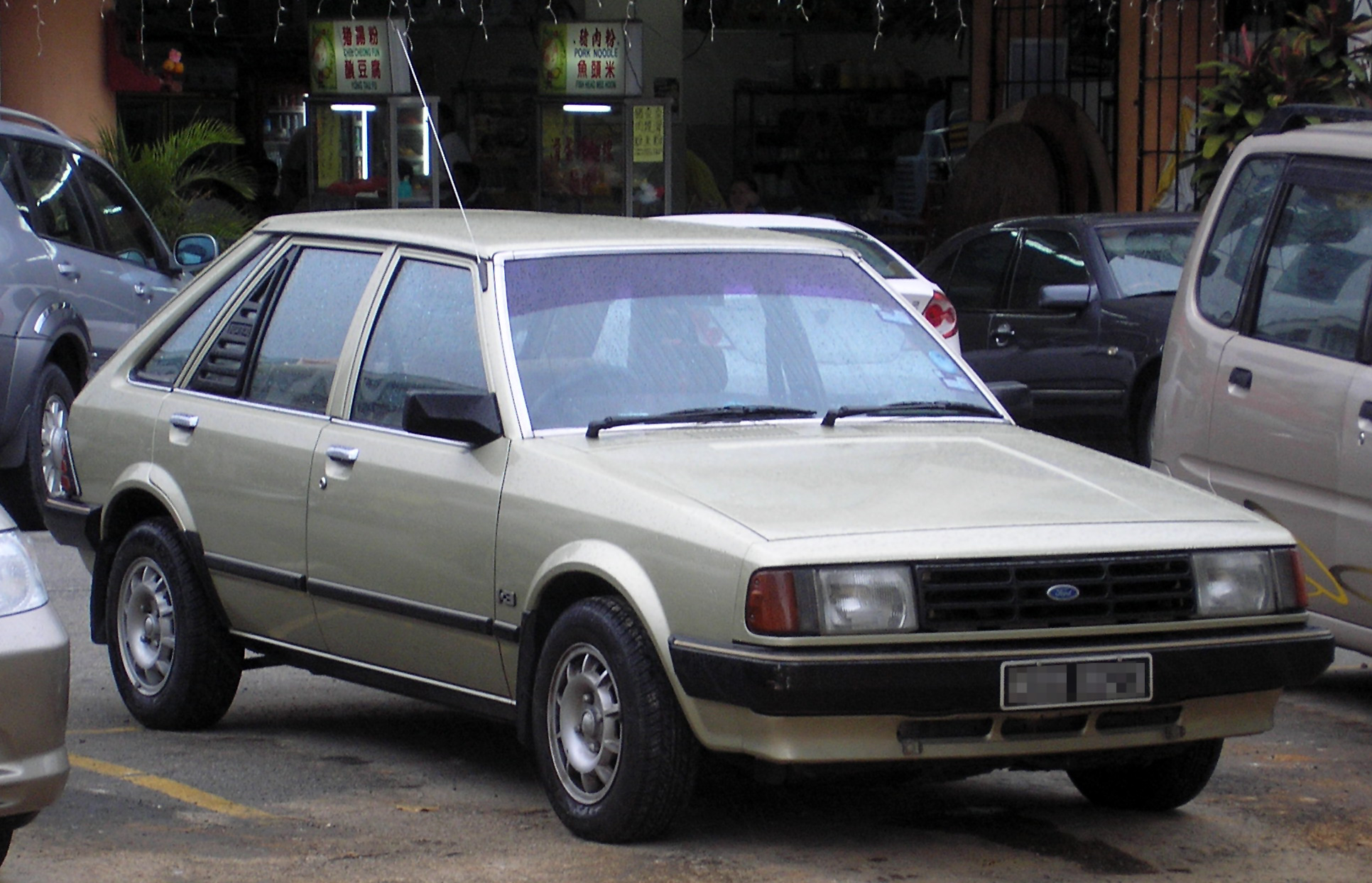
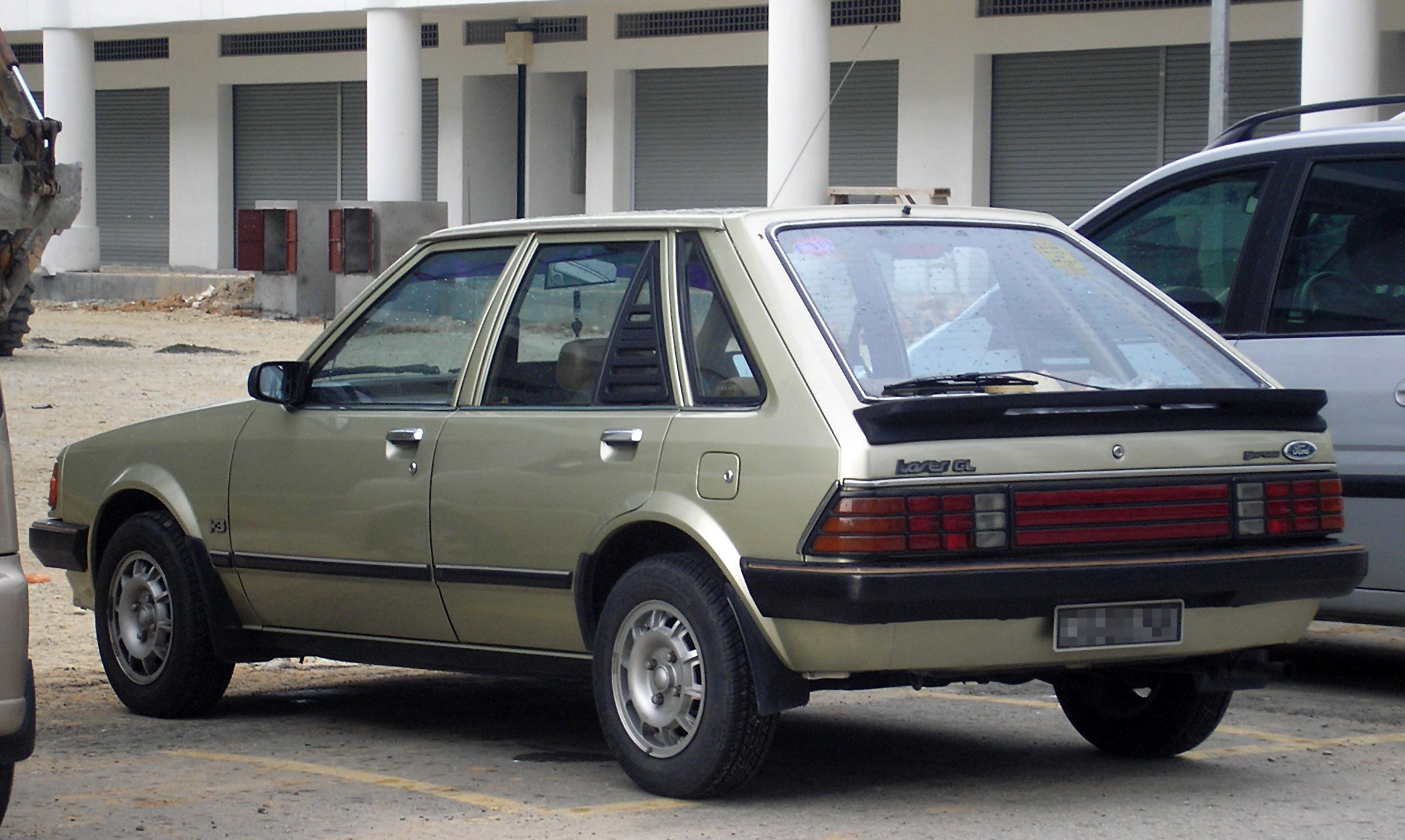

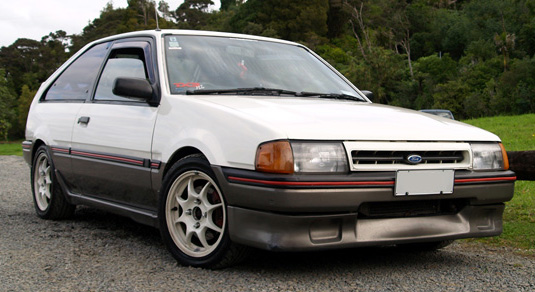
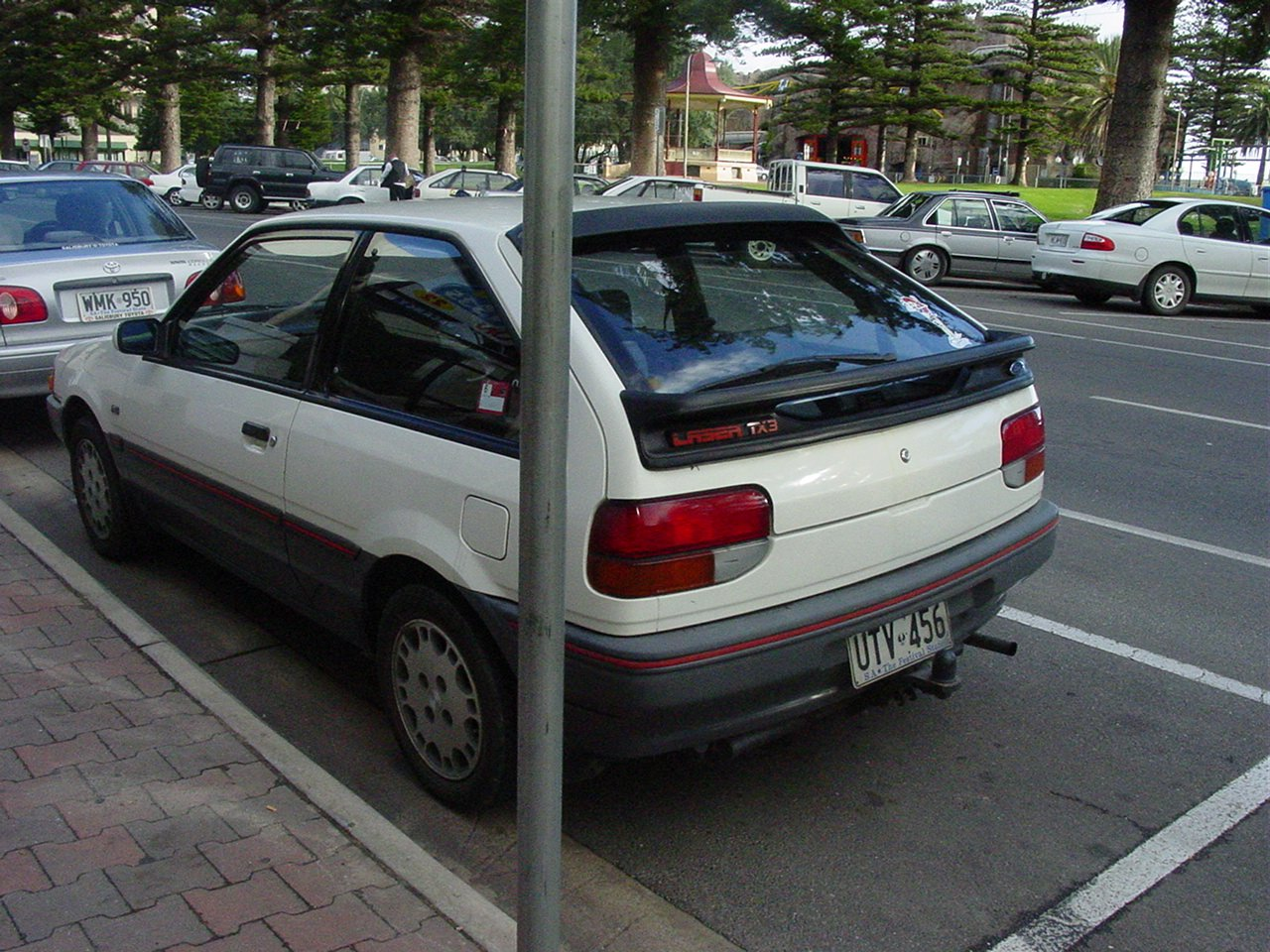

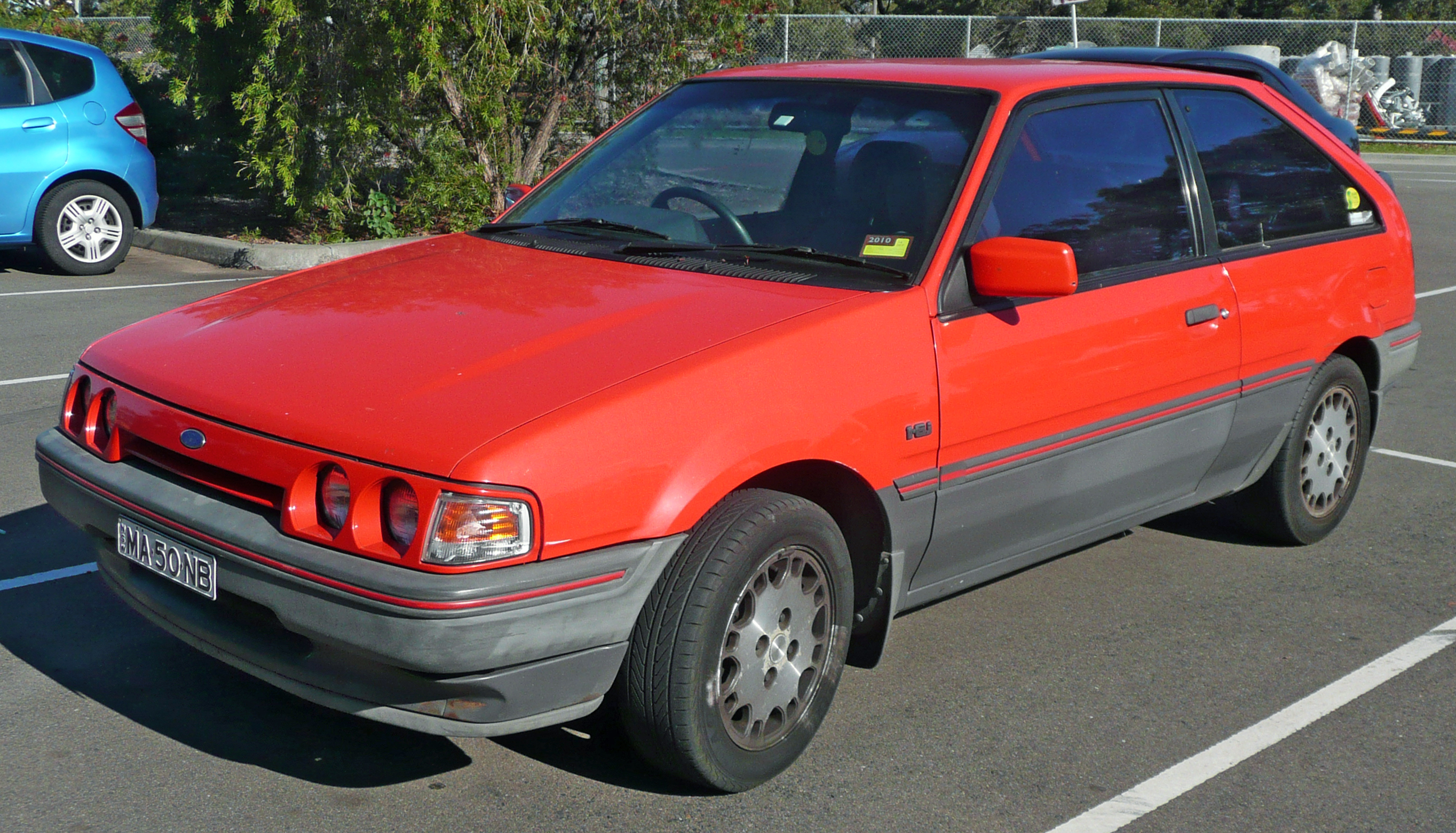
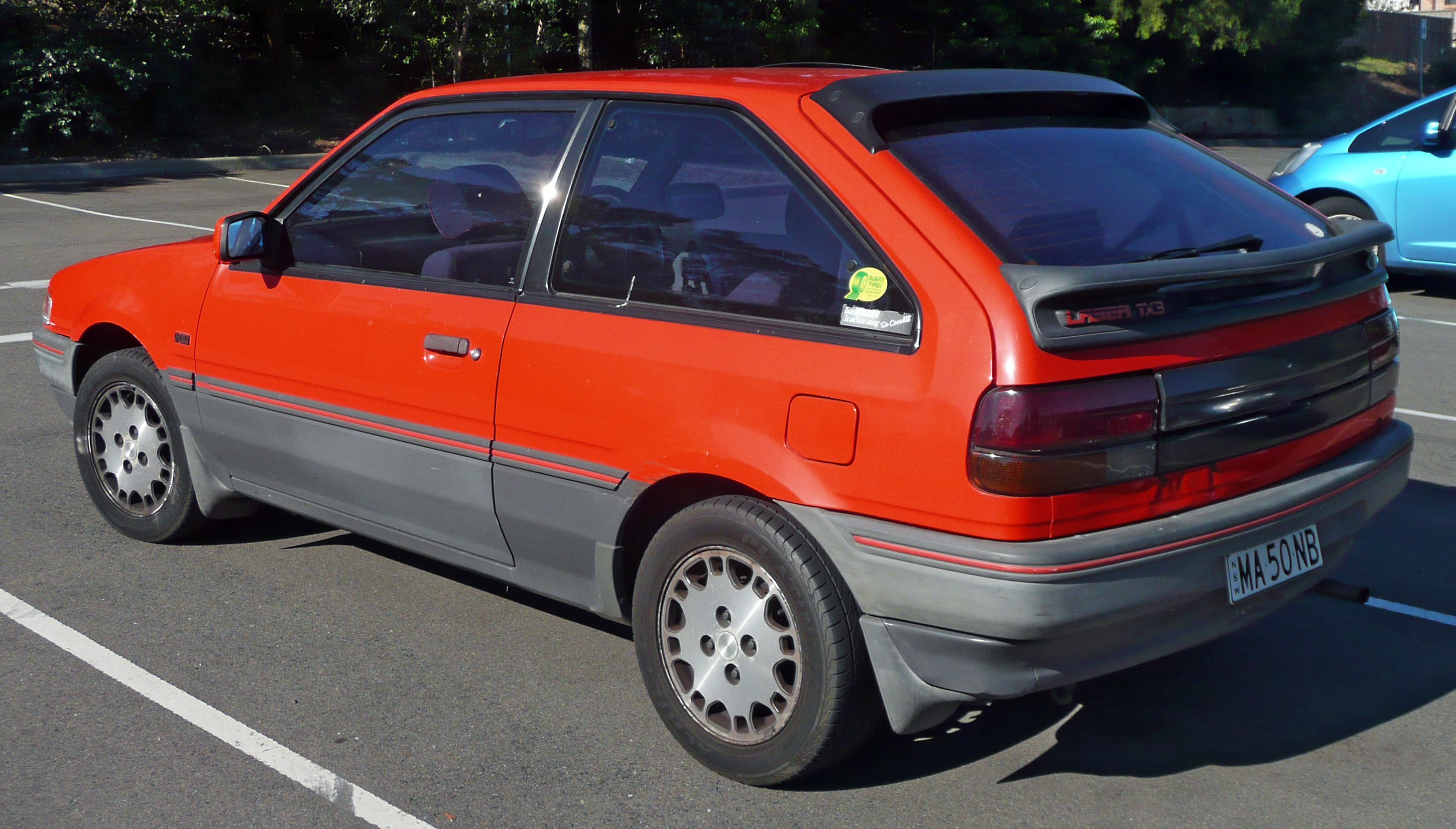
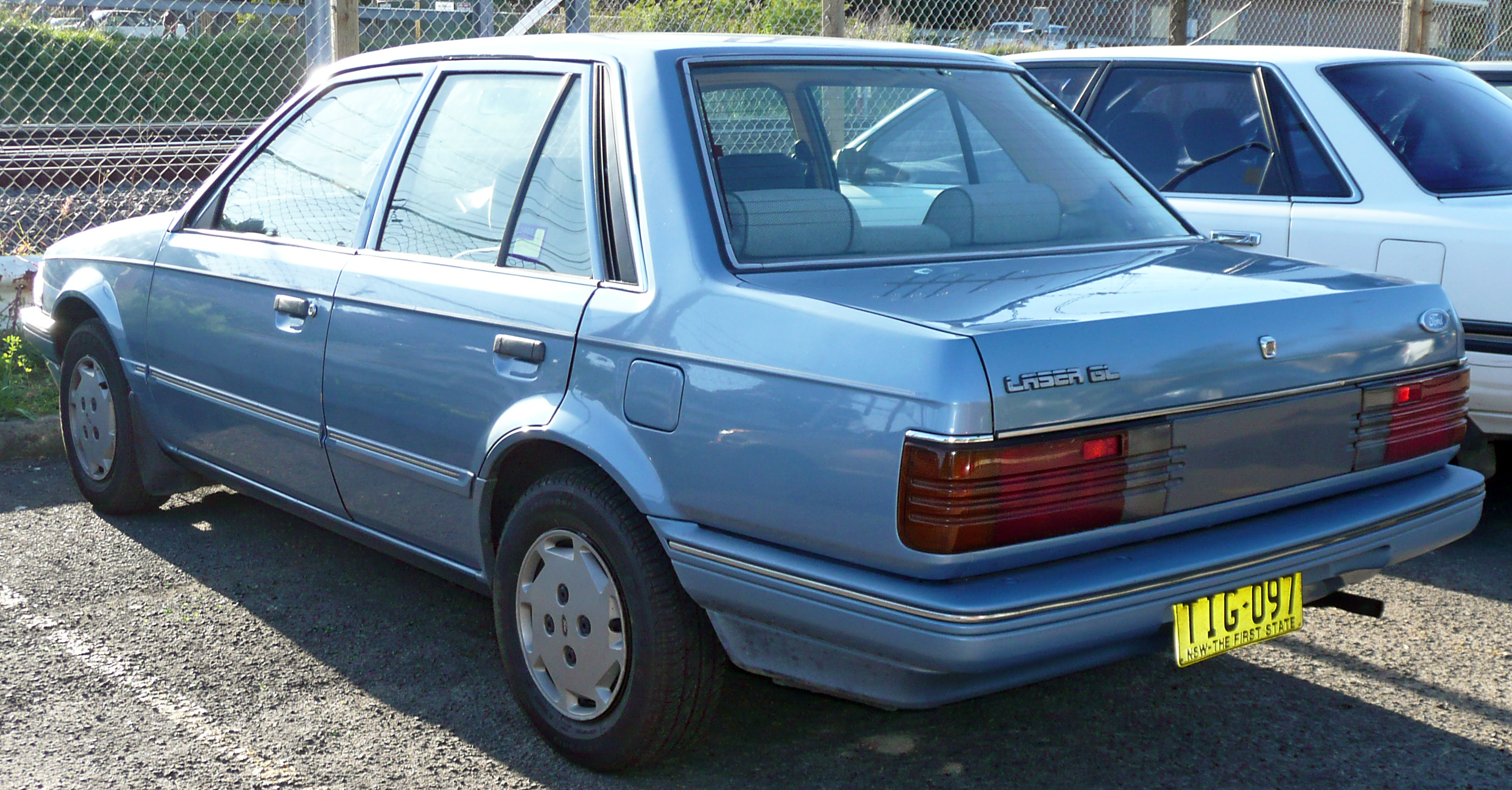
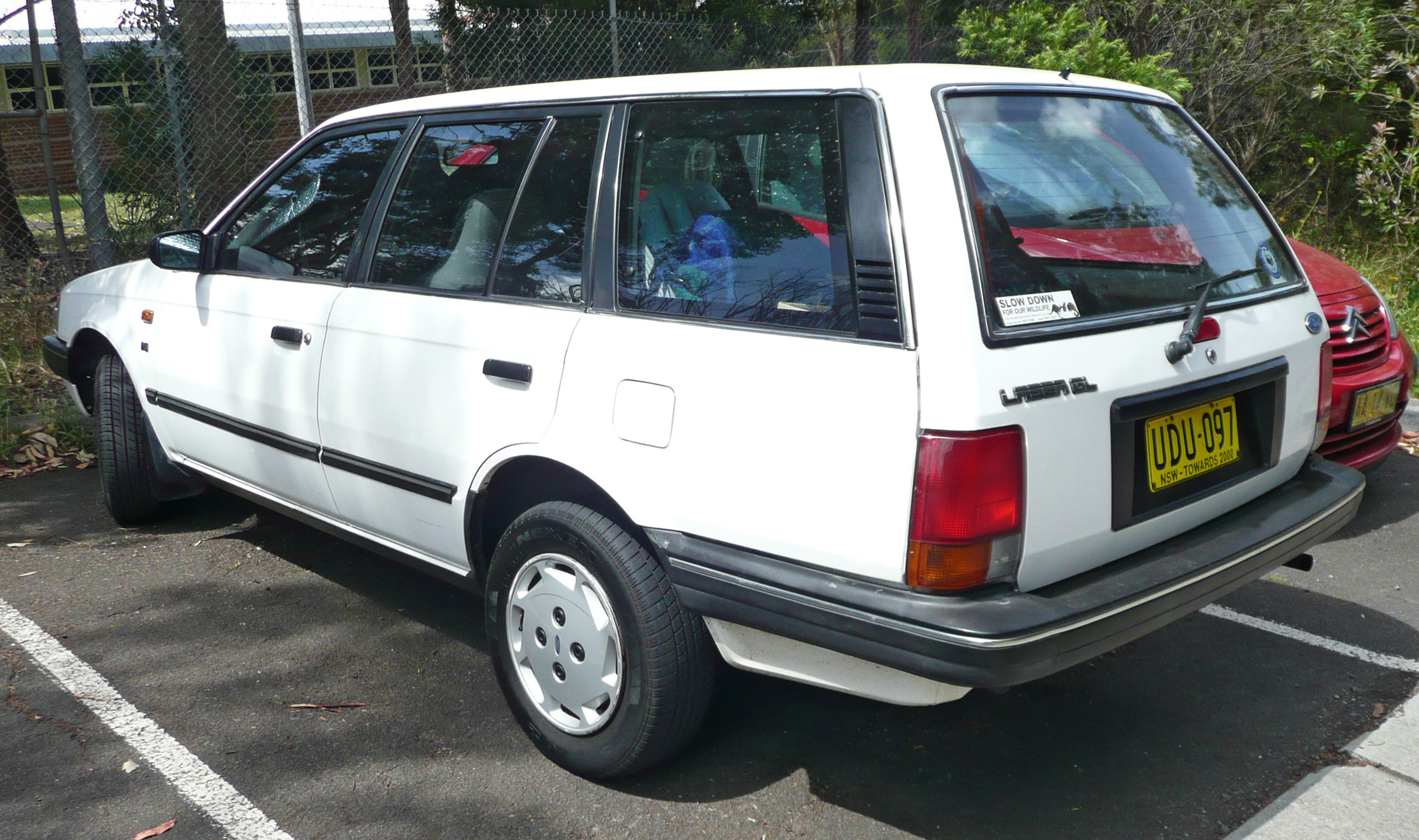

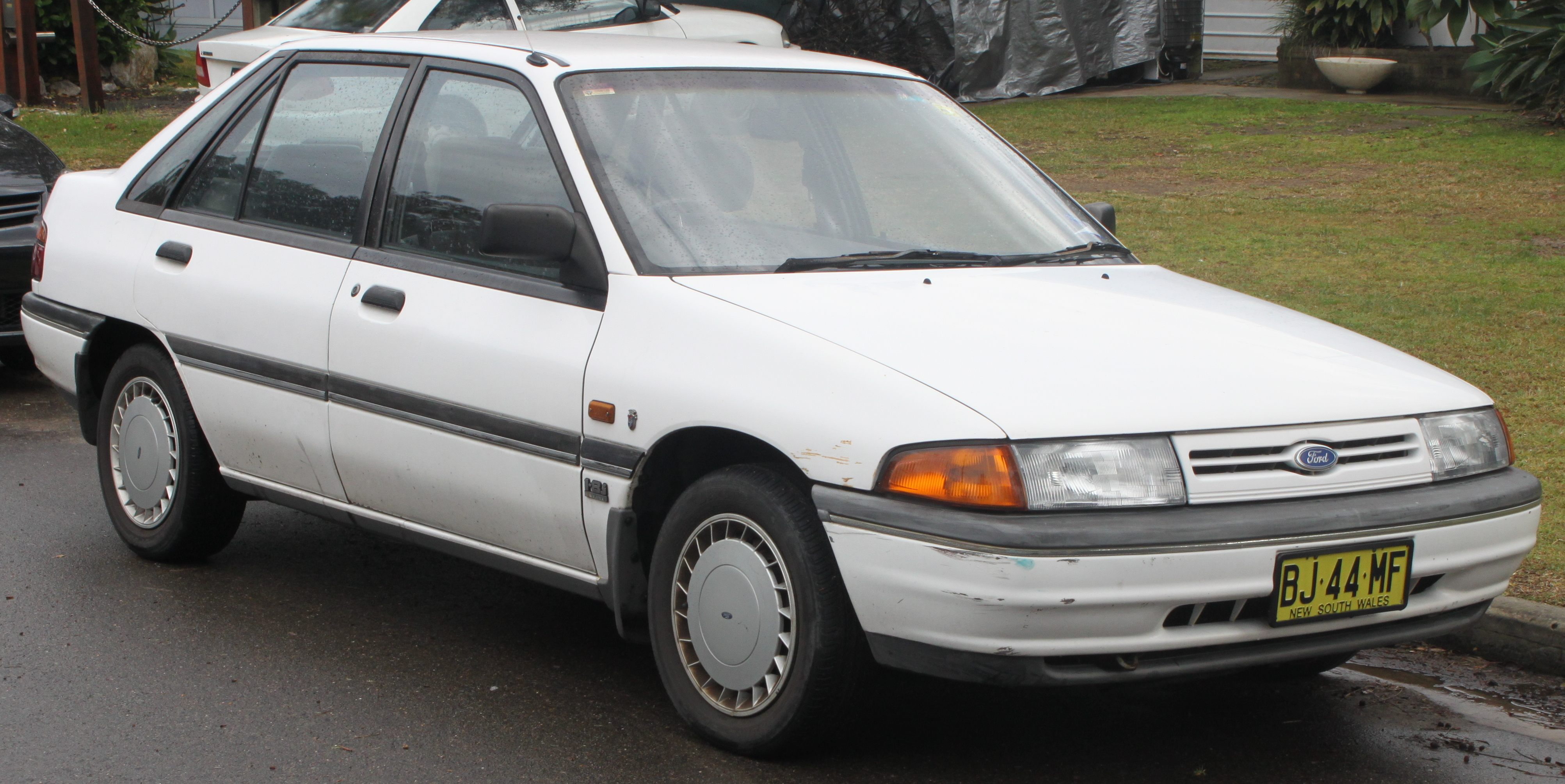
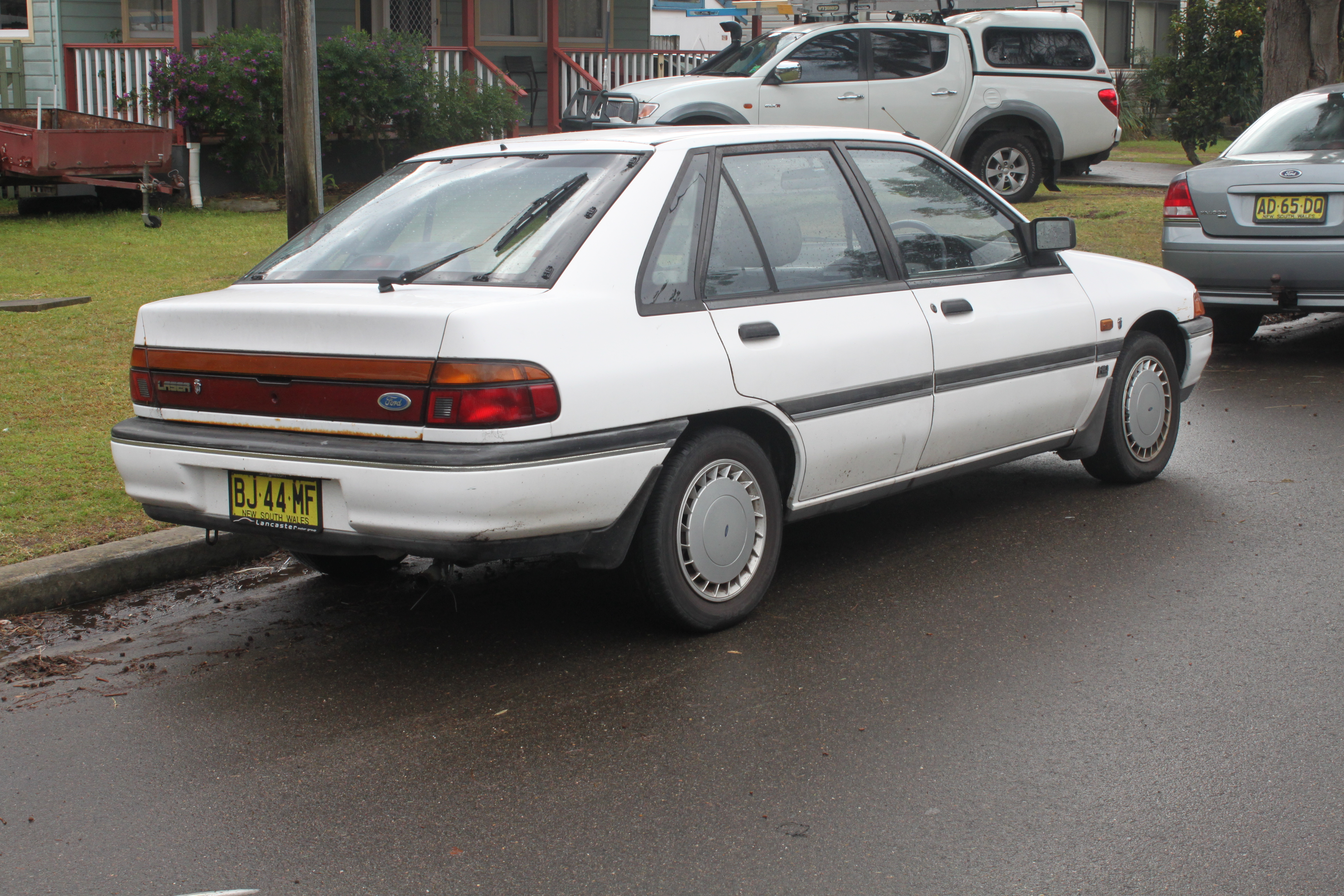
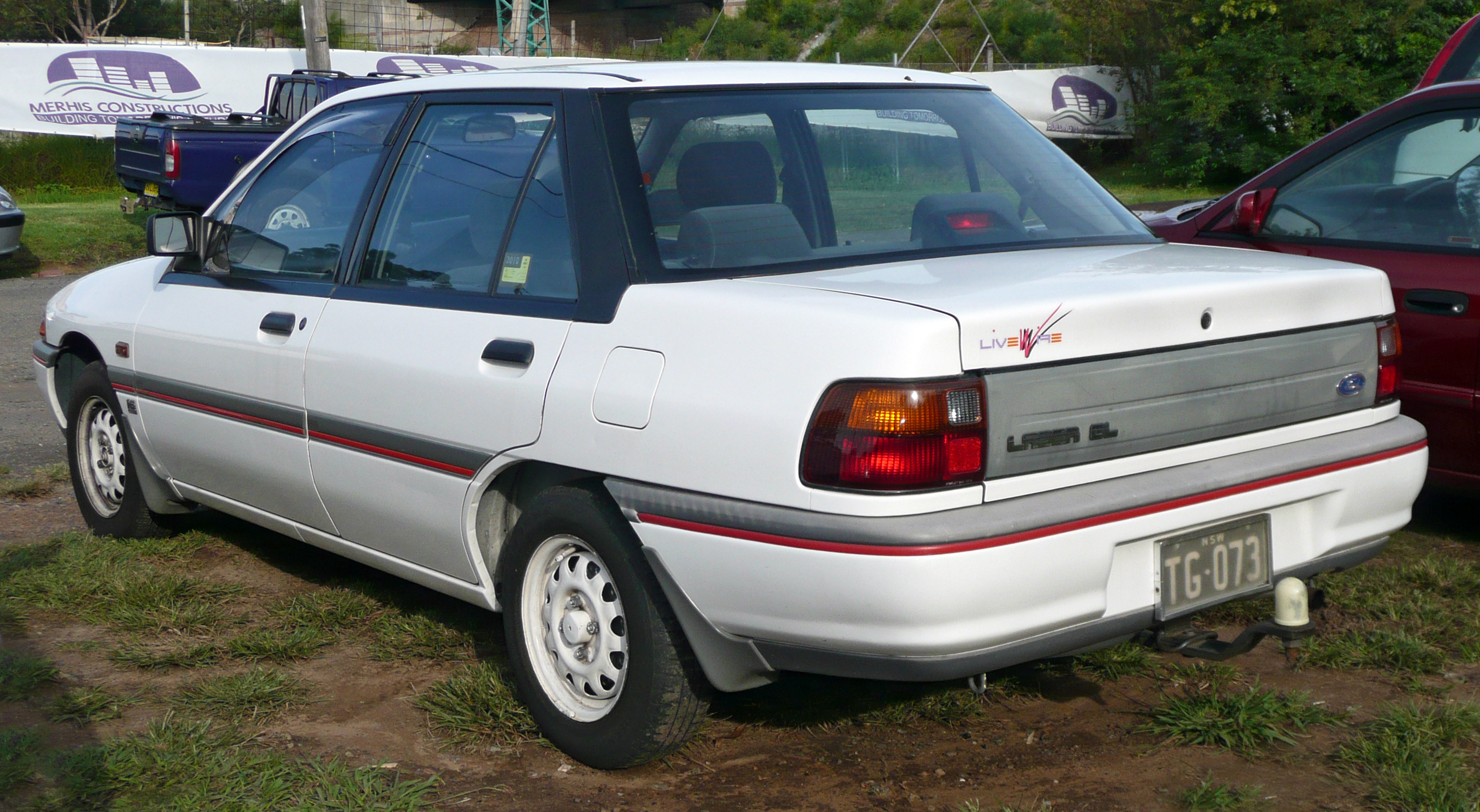

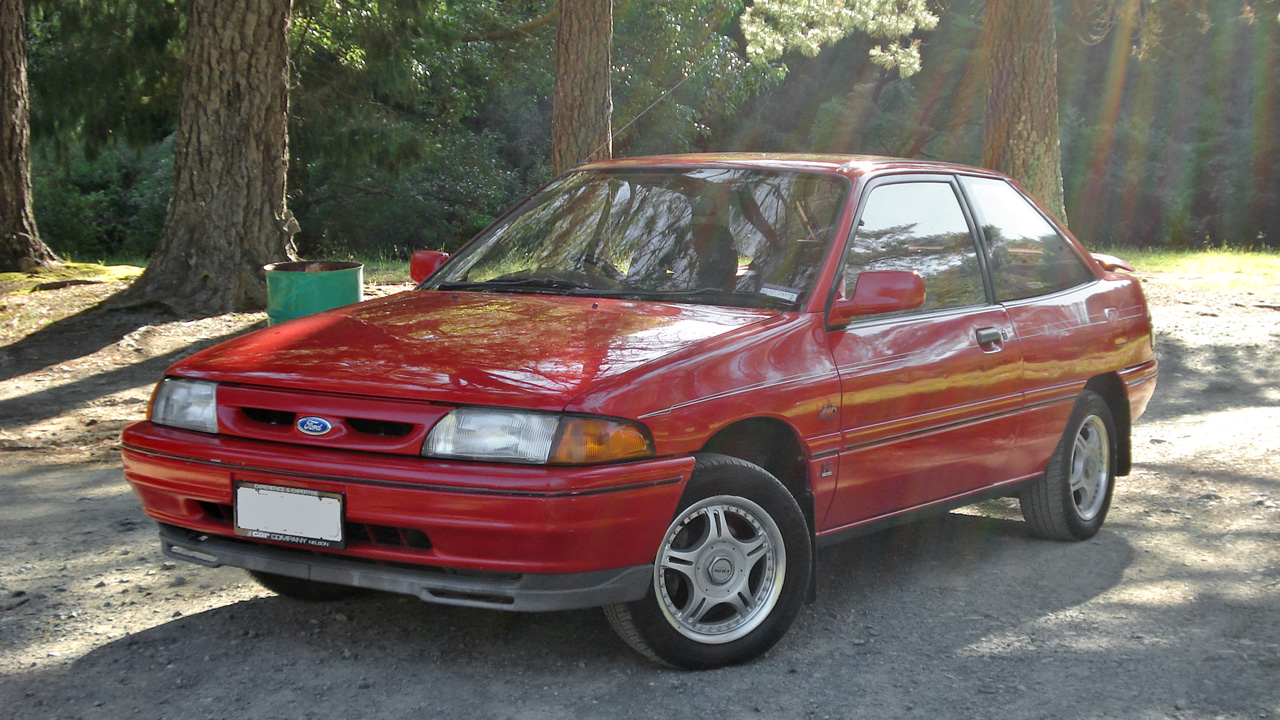
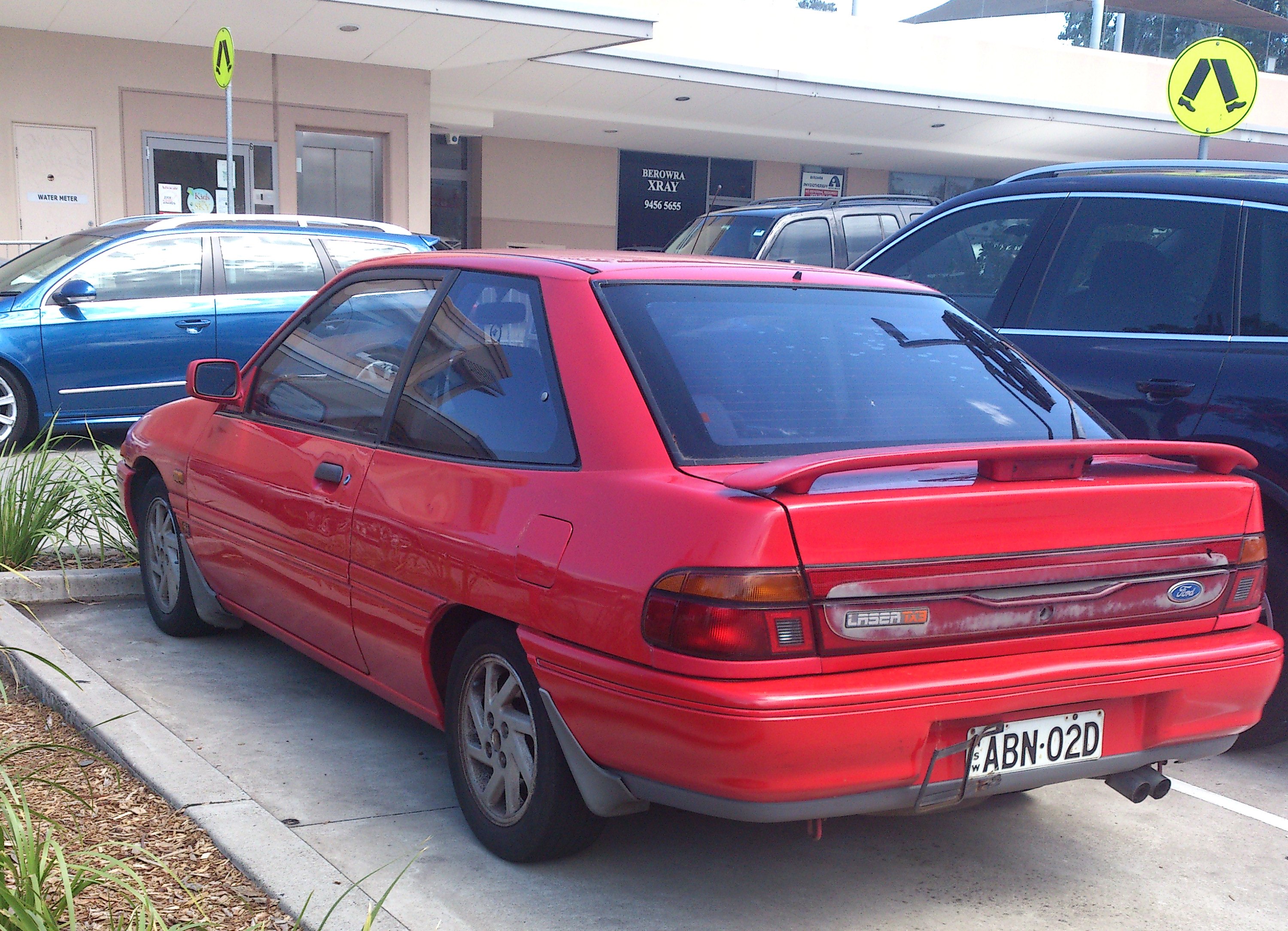

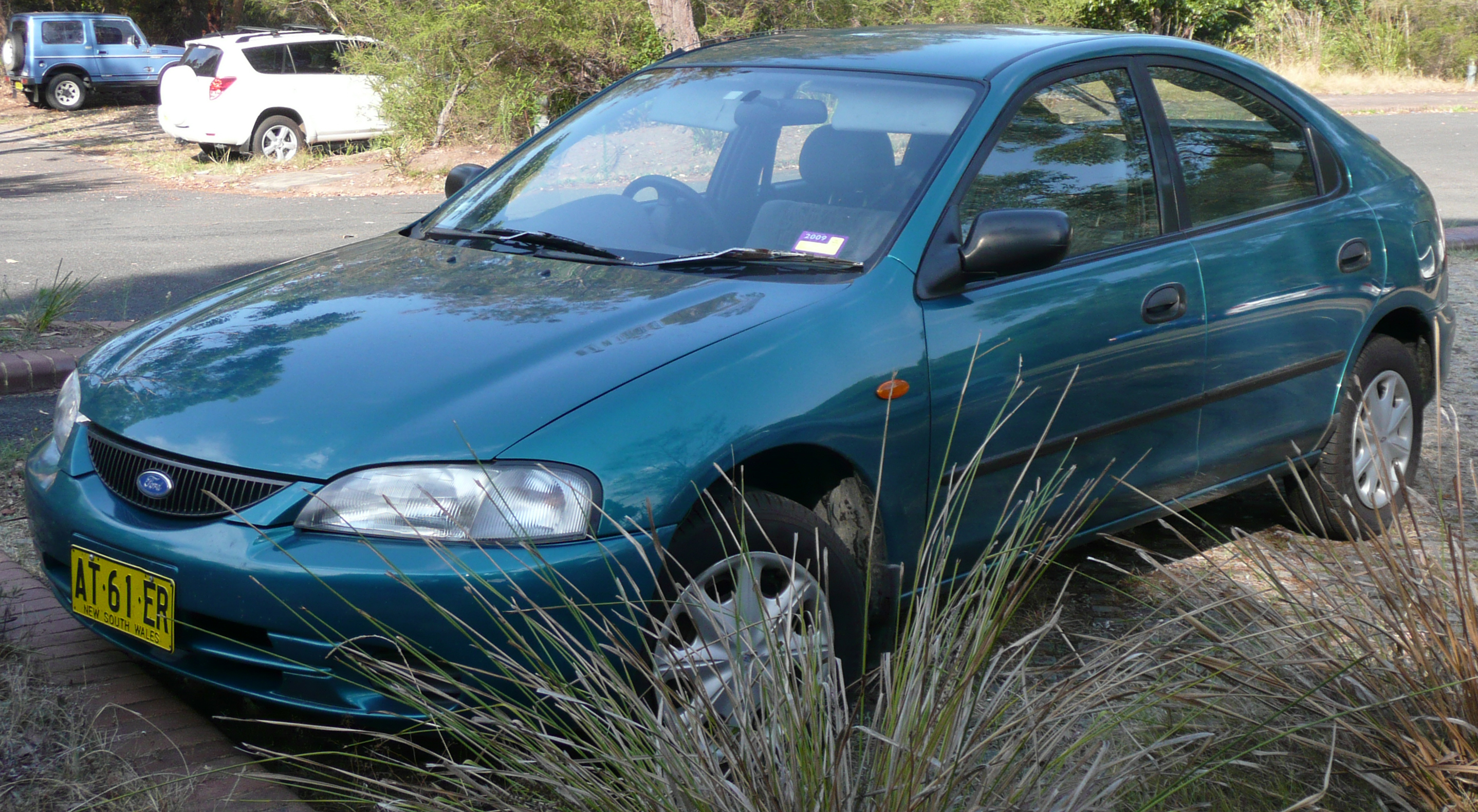
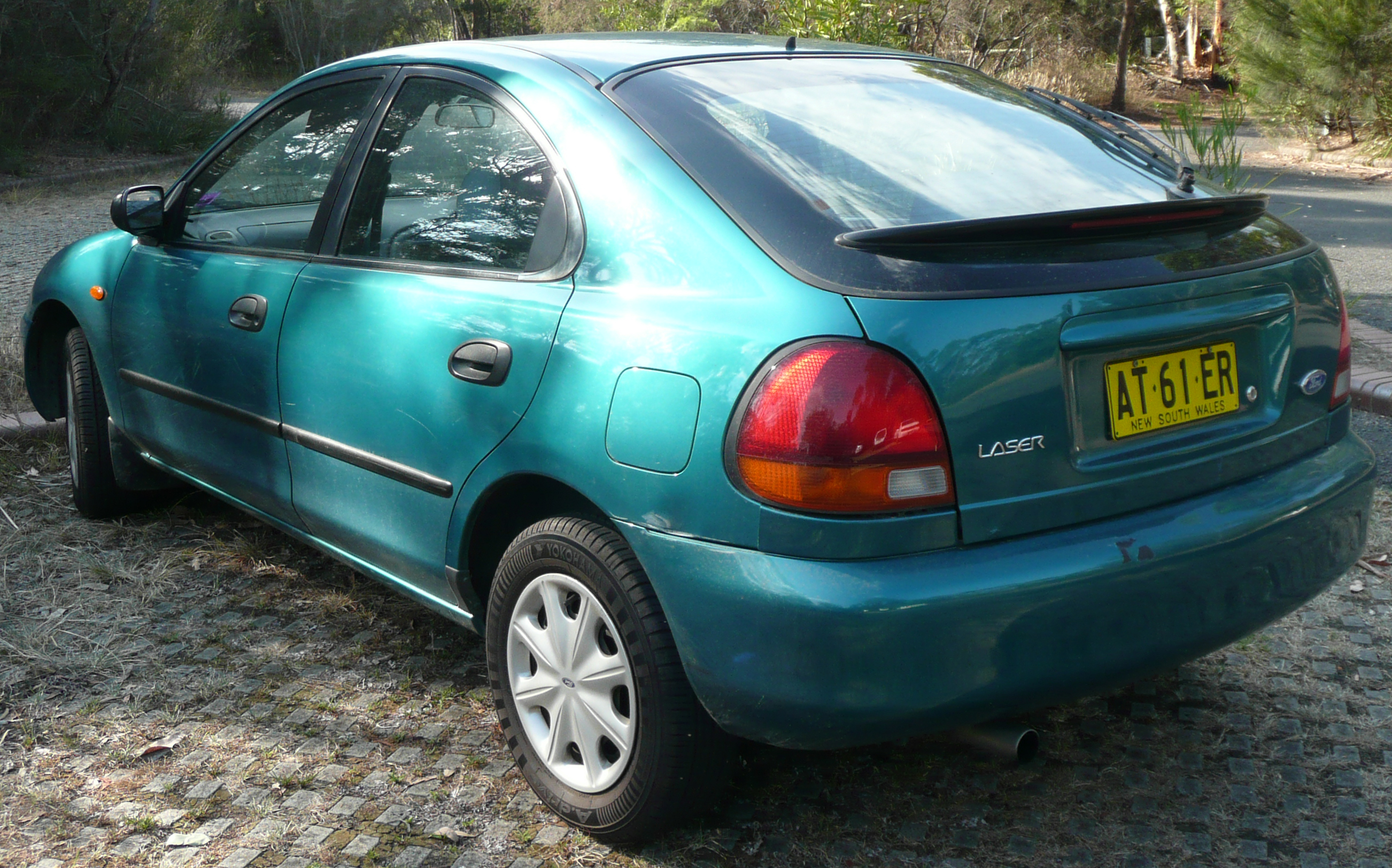
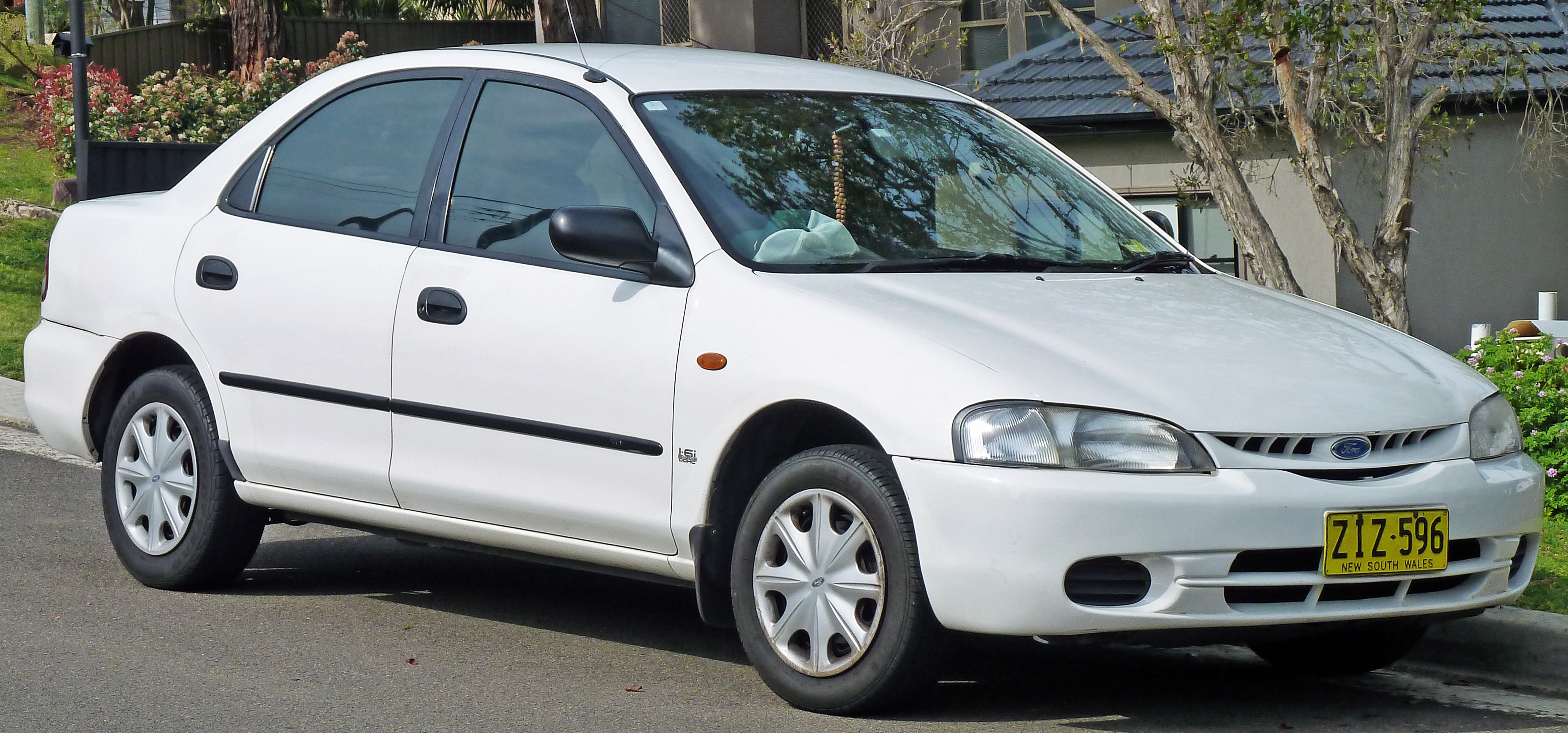
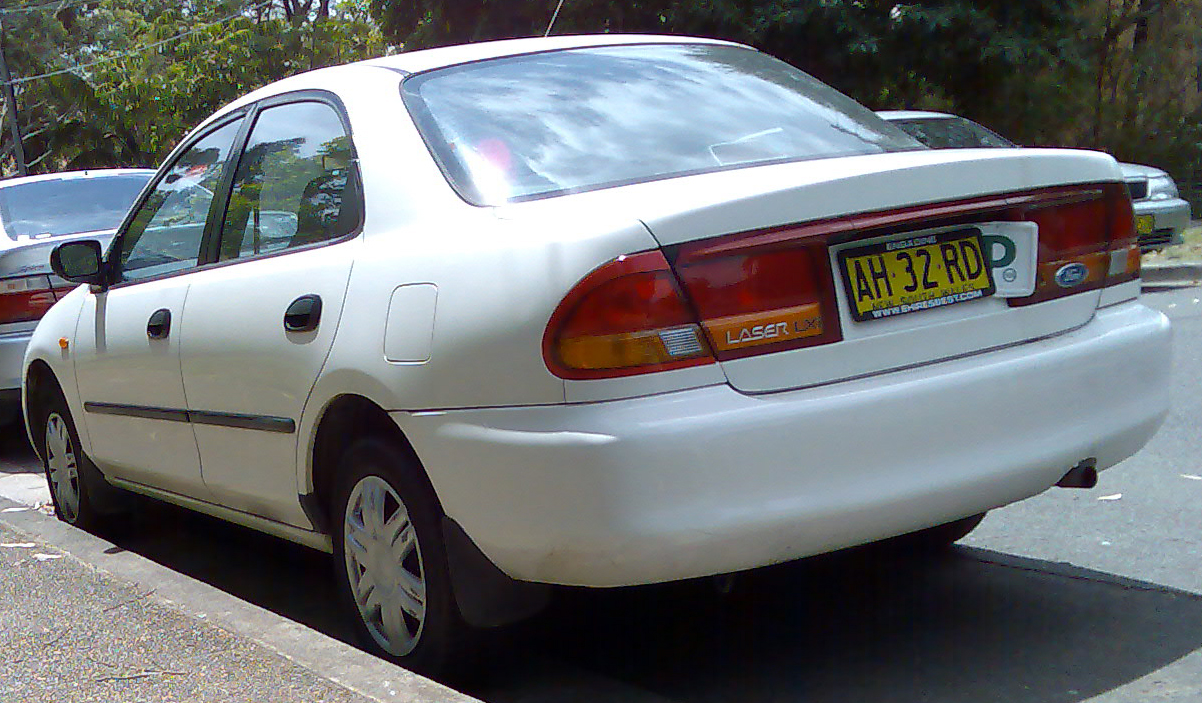
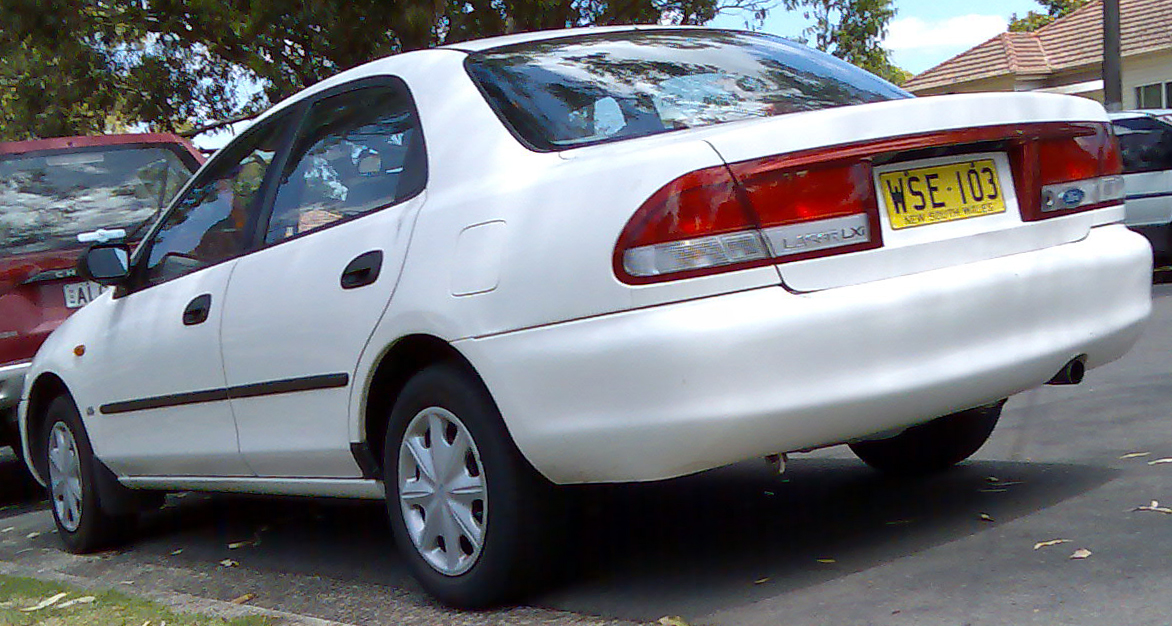
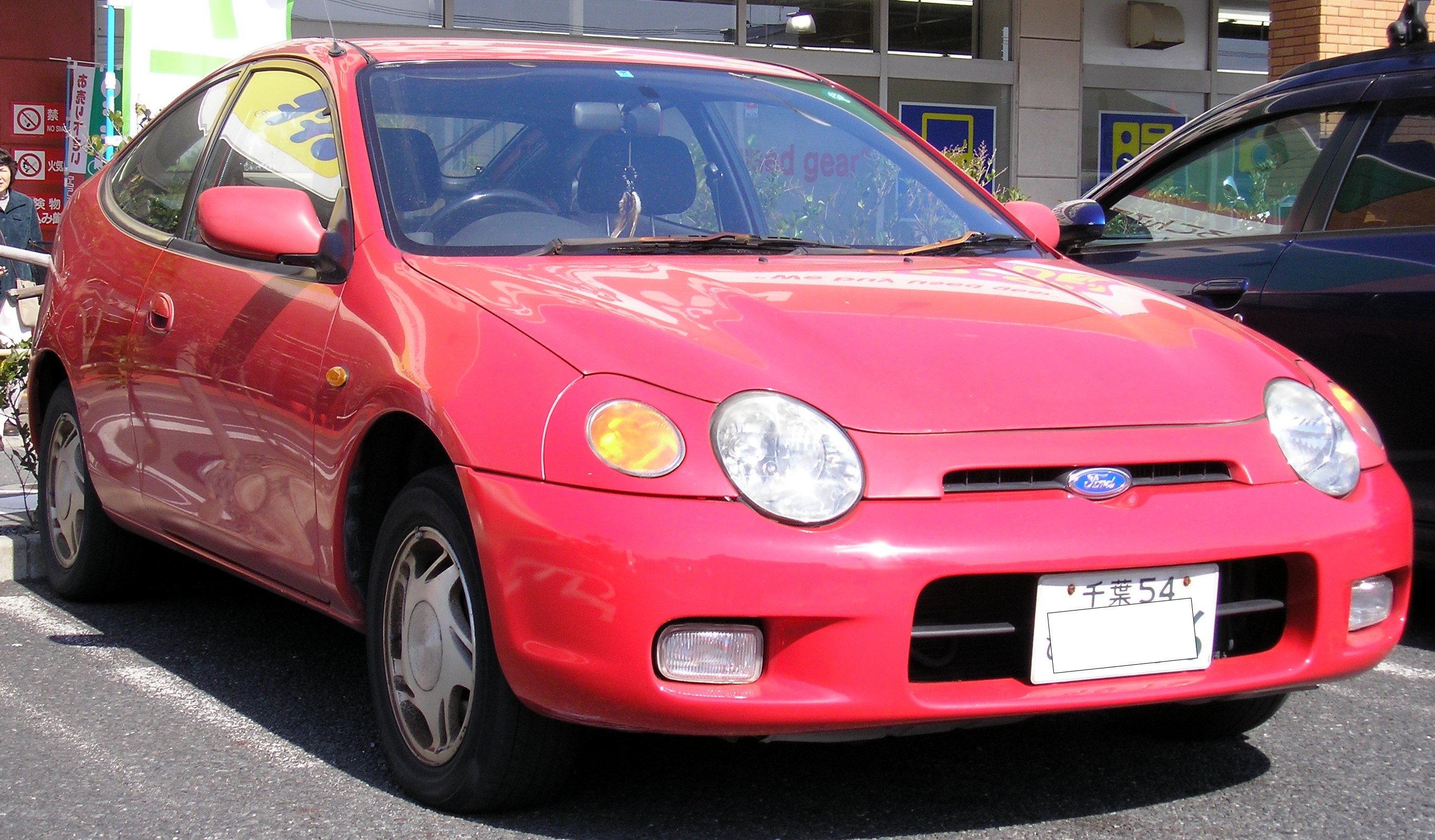
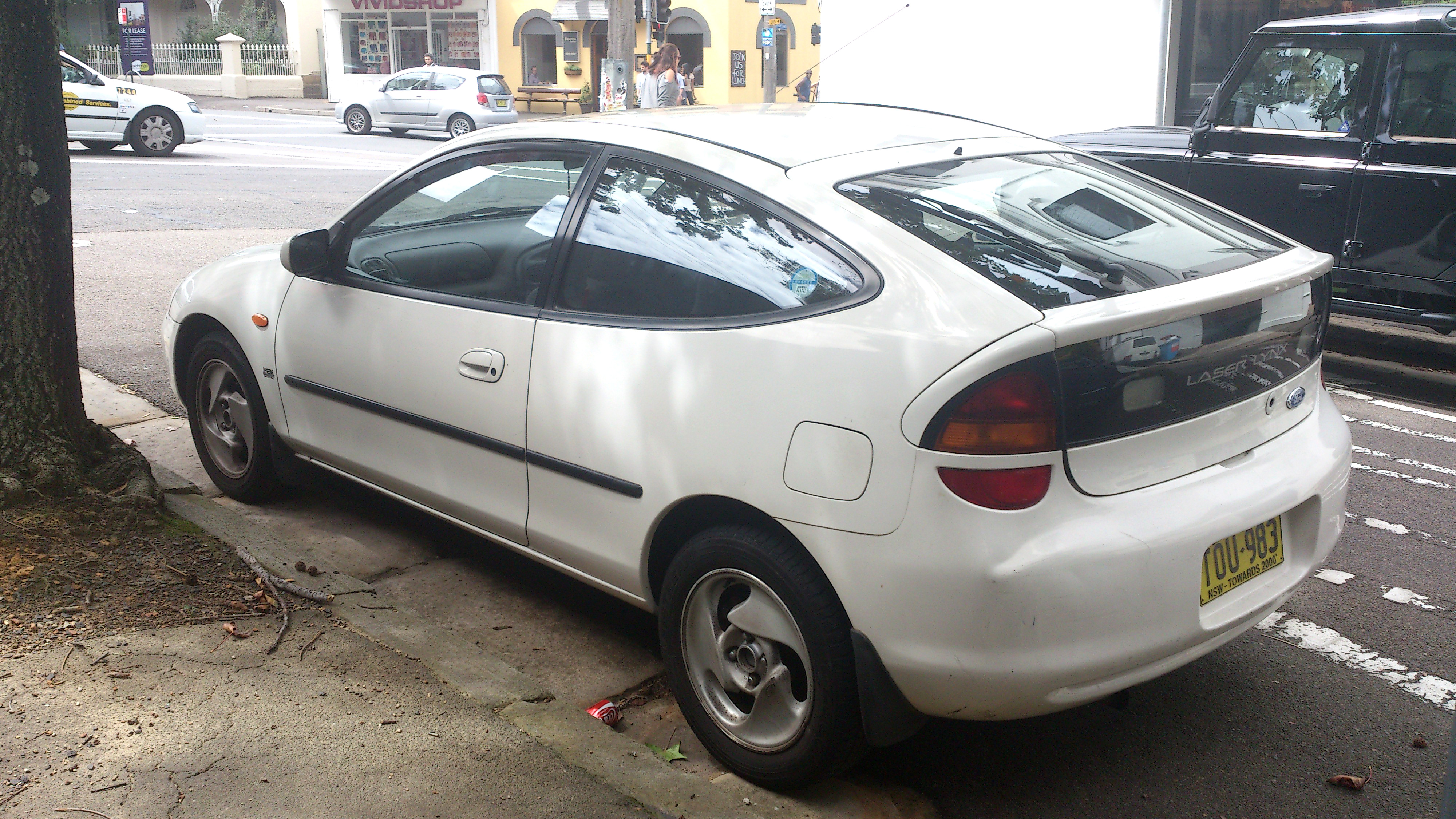

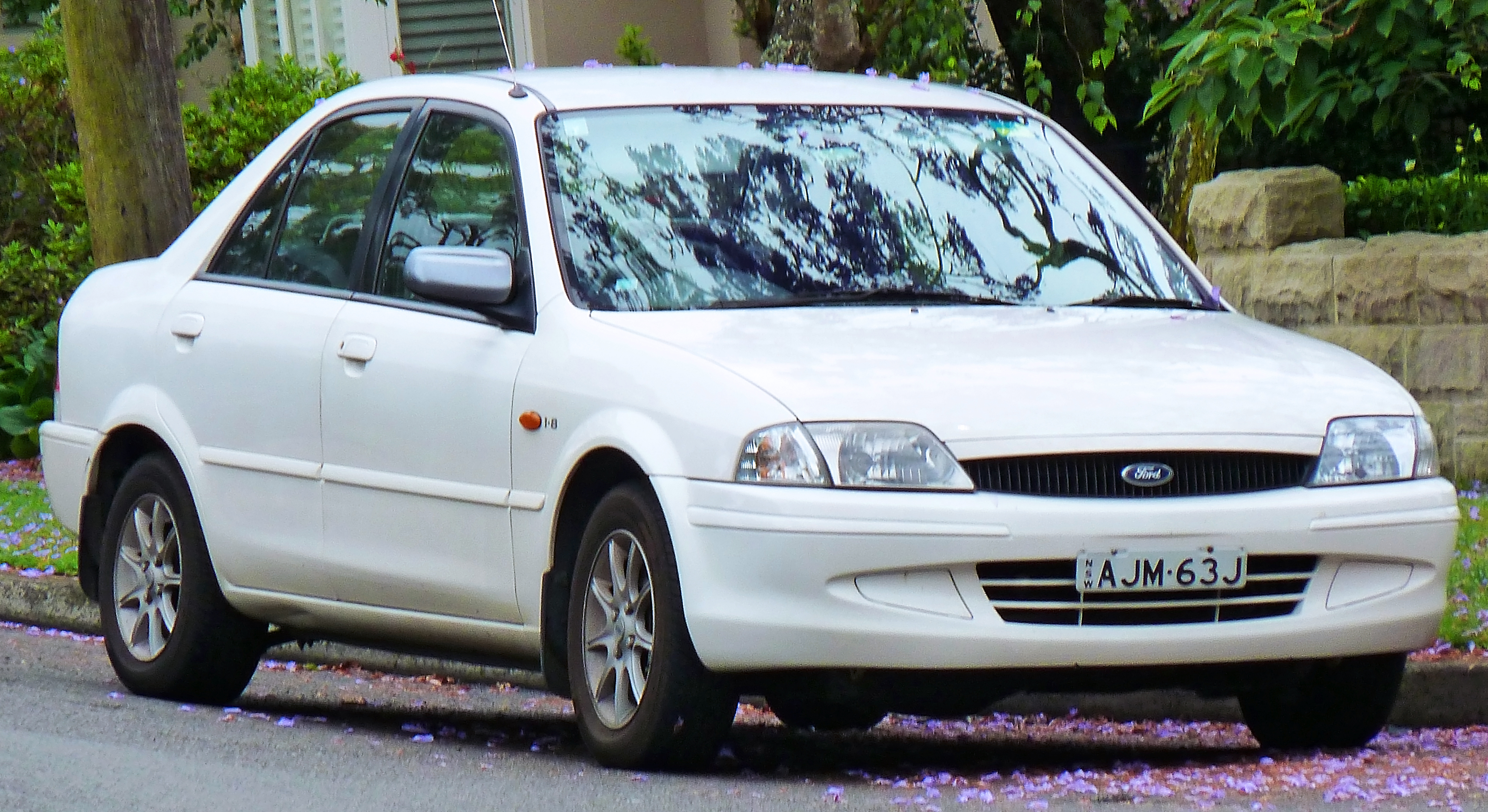
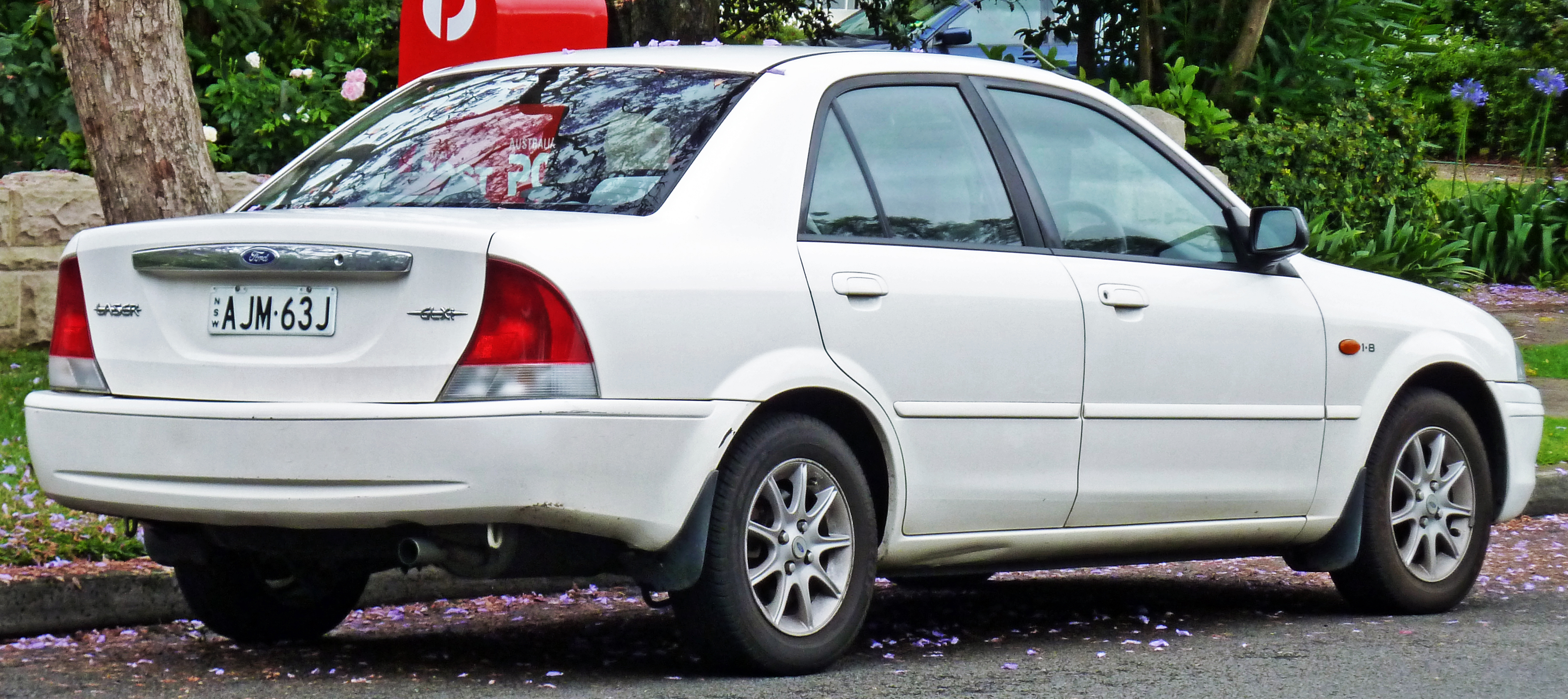

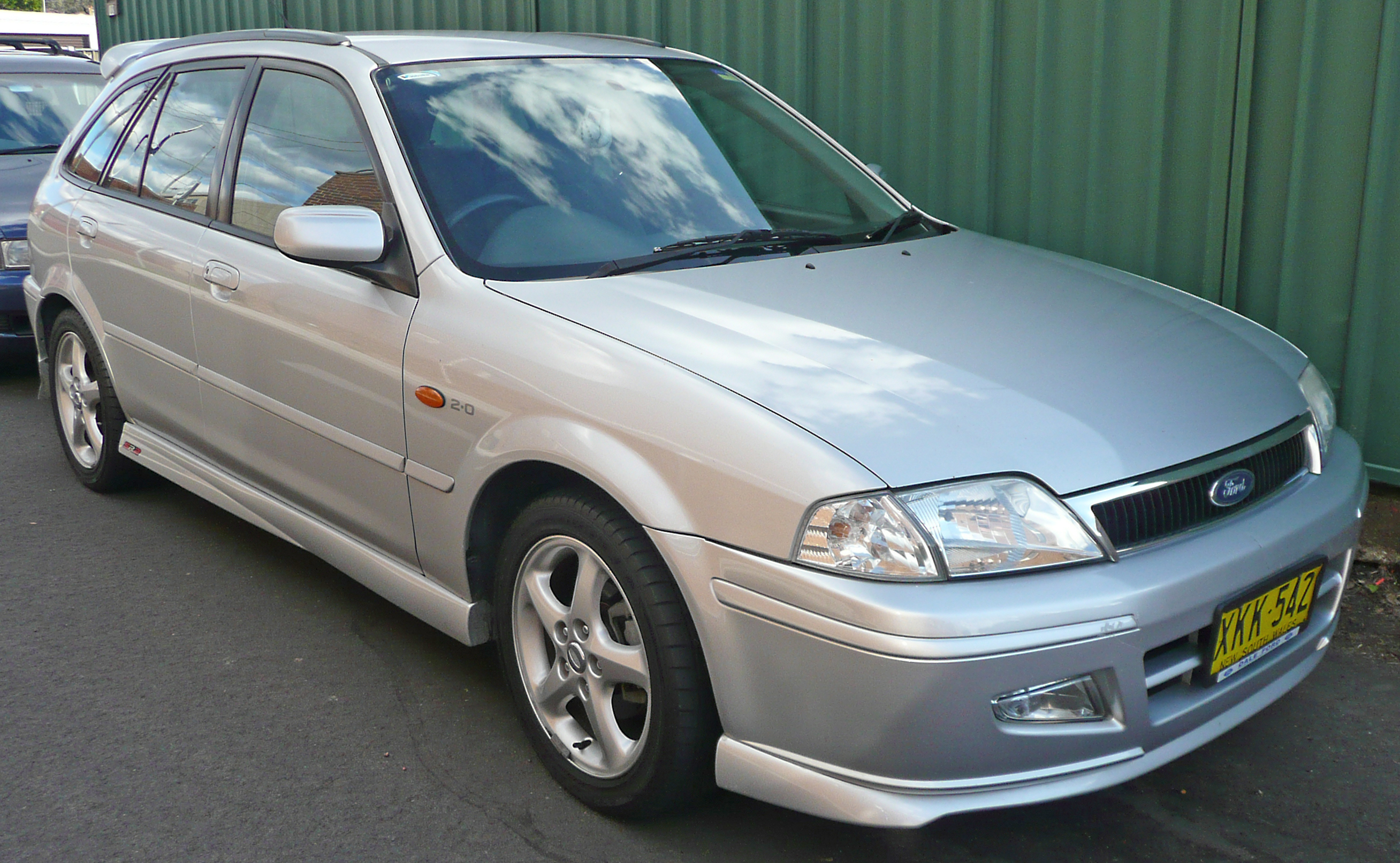
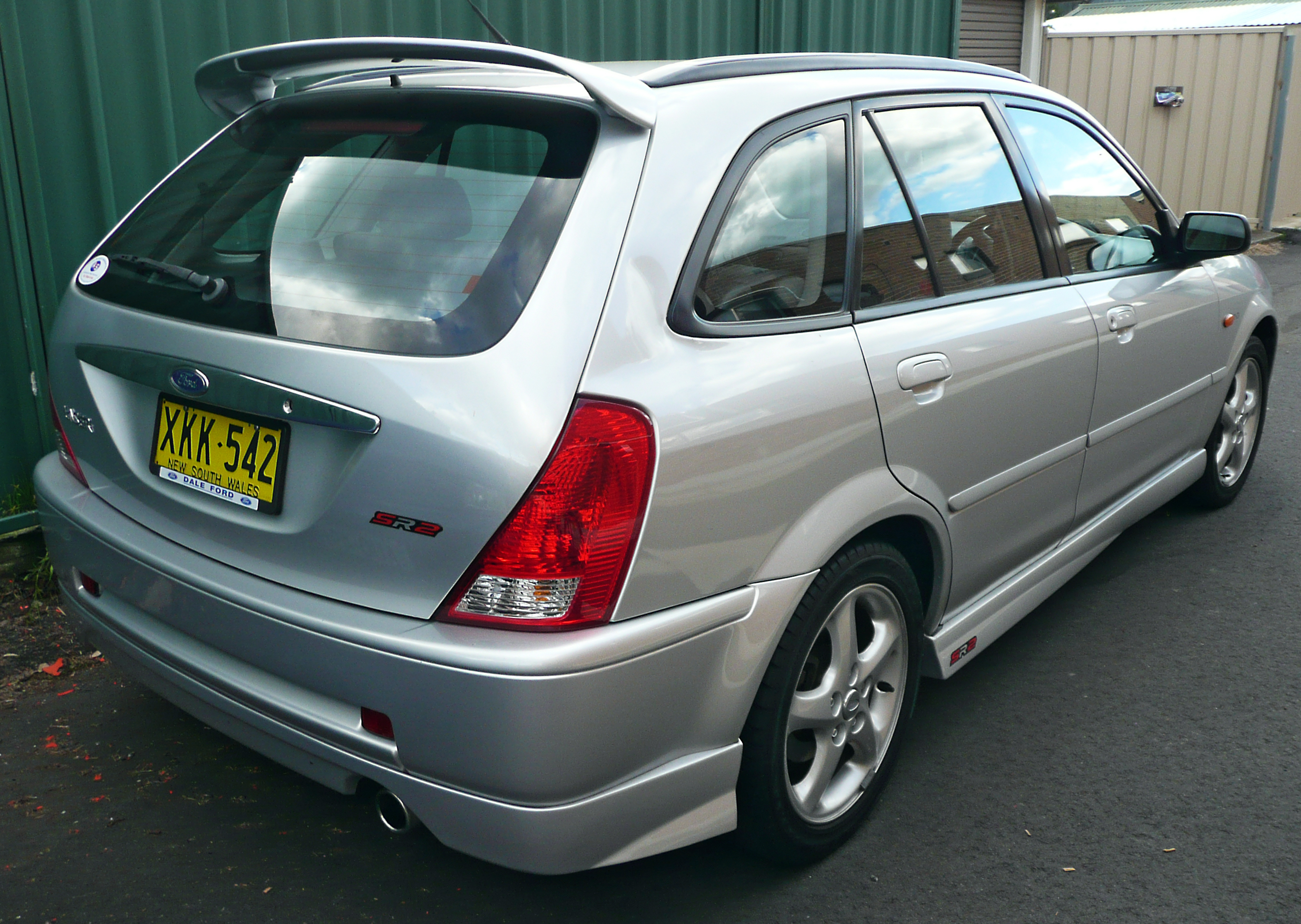
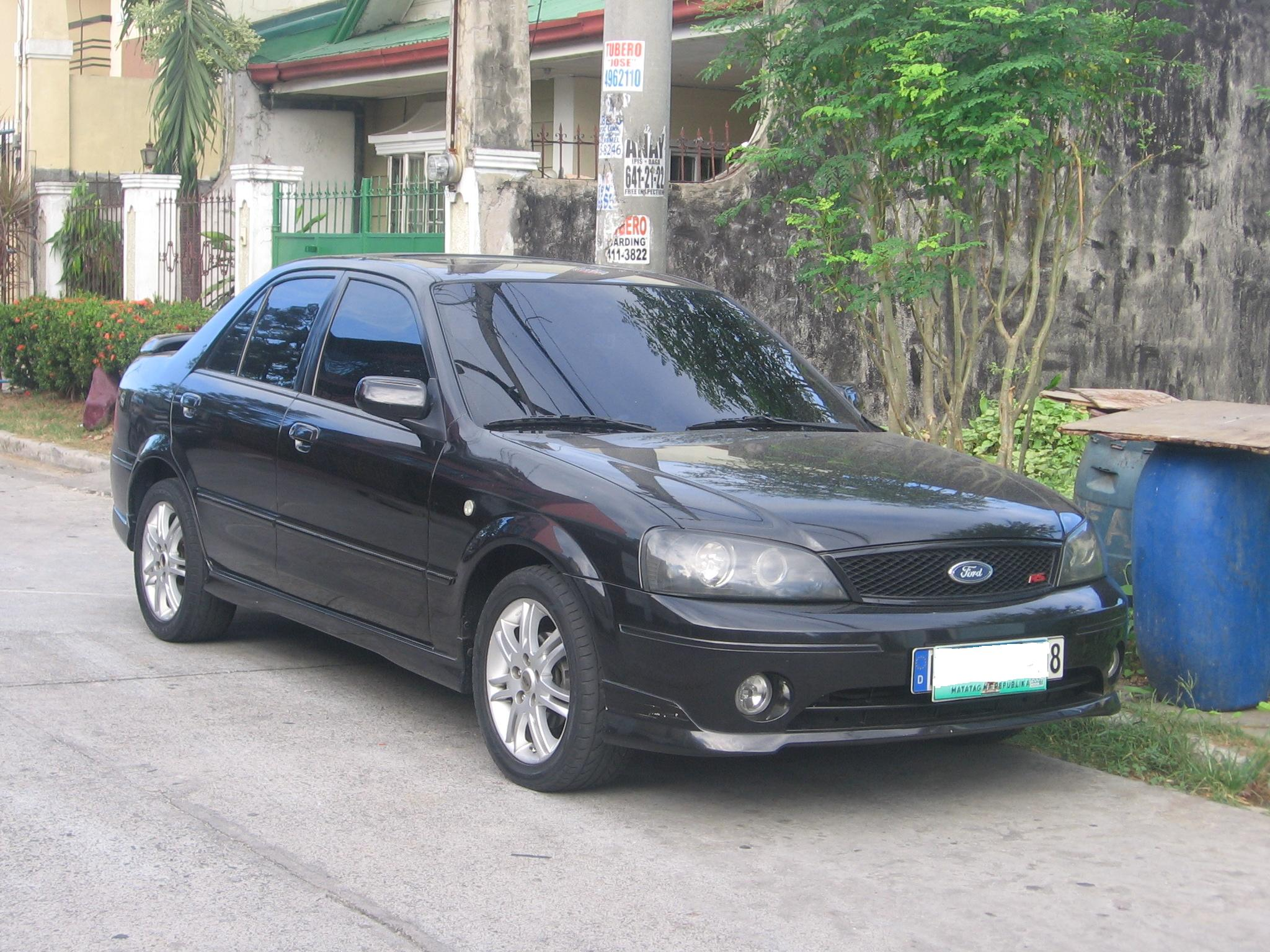
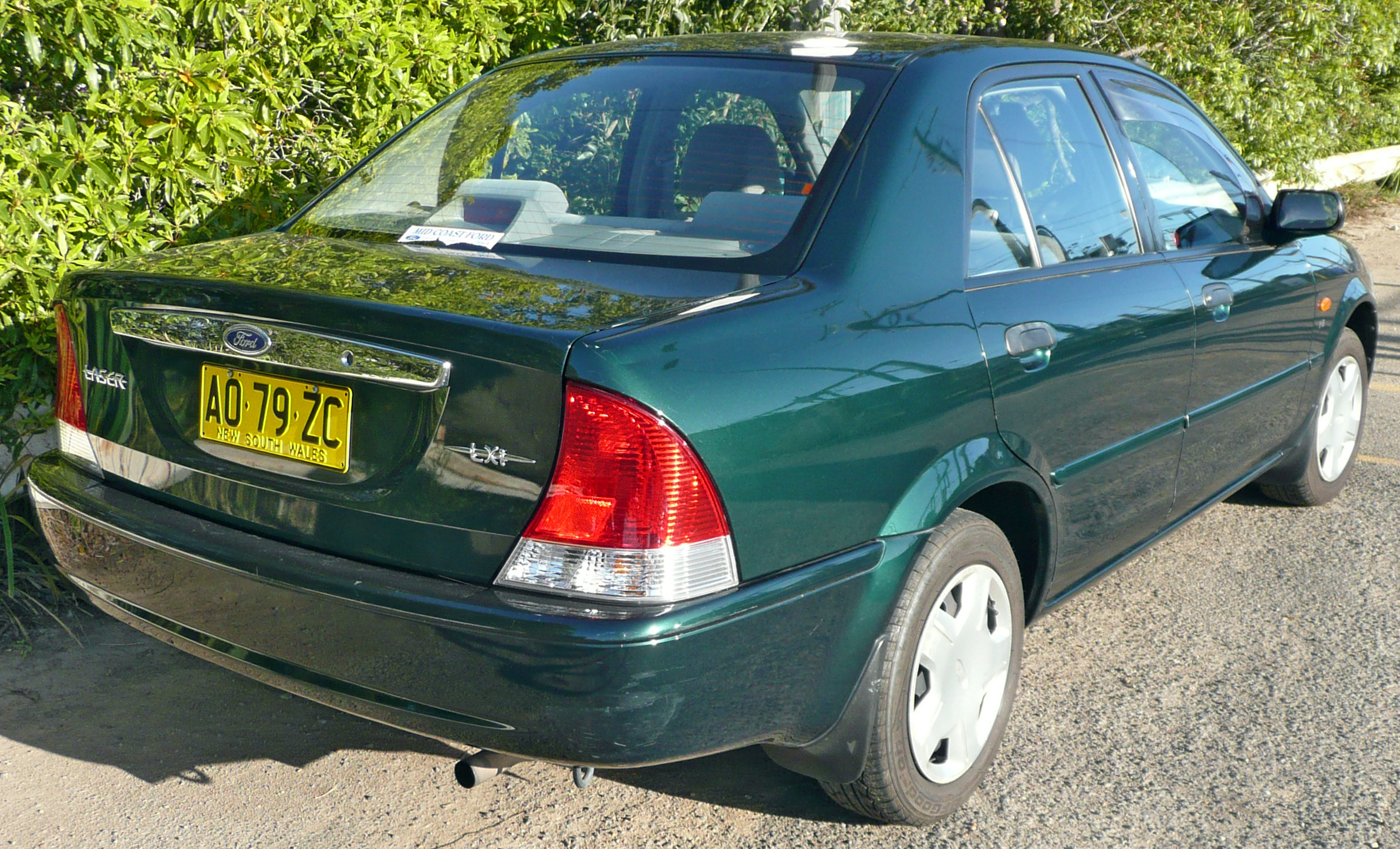

► Ford Laser (KA) 
► Ford Laser (KB) 
► Ford Laser (KC) 
► Ford Laser (KE) 
► Ford Laser (KF) 
► Ford Laser (KH)
► Ford Laser (KJ) 
► Ford Laser (KN) 
► Ford Laser (KQ)